# Église San Salvador
Pour les articles homonymes, voir Église San Salvador (Murano) et Église San Salvador de Valdediós.
L'église Saint-Sauveur (en italien : Chiesa di San Salvador) est une église catholique de Venise, en Italie, située dans le sestiere de San Marco, sur le Campo San Salvador, près du pont du Rialto.

## Historique
Les premières fondations remontent au VIIe siècle et ont des origines légendaires: Jésus-Christ serait apparu dans un rêve à l'évêque de San Magno pour lui montrer l'endroit - au centre d'une Venise encore Byzantine - où il aurait à construire une église dédiée à Lui, le Sauveur du monde.
Le 3 mai 1141, un couvent fut inauguré d'après l'œuvre du pasteur Bonfilio Zusto, patricien vénitien qui adopta la règle des chanoines réguliers de saint Augustin.
L'église fut consacrée le 29 août 1177 par le pape Alexandre III et reconstruite et achevée en 1209.
En raison de la laxité des coutumes des chanoines, le couvent fut réduit au Prieuré à la fin du XIVe siècle.
Le prieur, cardinal Gabriele Condulmer, introduisit en 1427, les chanoines du Latran de Sainte-Marie de la Charité, mais ceux-ci furent brefs et furent remplacés par les chanoines Ordinaires de la Congrégation de Saint-Sauveur de Bologne, qui reconstruisirent les bâtiments.
L'édifice actuel est construit entre 1507 et 1534 sur l'emplacement de l'église du VIIe siècle. L'église, construite sur un concept de Tullio Lombardo, a été achevée en 1534 avec l'aide de Sansovino. La façade fut ajoutée au XVIIe siècle.
La famille Corner a commandé en 1737 un retable à Giambattista Tiepolo. Il représente quatre saints : Saint Augustin, Louis de France, Jean l'évangéliste et un saint évêque, tous importants pour la Maison Corner. Une esquisse est conservée à National Gallery de Londres.
La communauté qui avait été préservée par le décret du 28 juillet 1806, fut finalement abolie en 1810.
Sur la gauche de la façade, à la base de la première colonne, on peut voir, incrusté dans la paroi, un boulet de canon. L'église a été frappée durant le siège de 1849 par les troupes autrichiennes occupant le fort de Marghera, qui tirait contre le république indépendante autoproclamée, sous la direction de Daniele Manin. Le boulet a atteint le point où il est encore visible, sans causer d'autres dommages à la structure. Une inscription au-dessus du boulet rappelle l'épisode.
L'église a été fermée en 1868 avant d'être restaurée et rouvrir ses portes en 1879.
Sur son flanc gauche l’église possède un complexe conventuel avec deux cloîtres qui peuvent être visités.

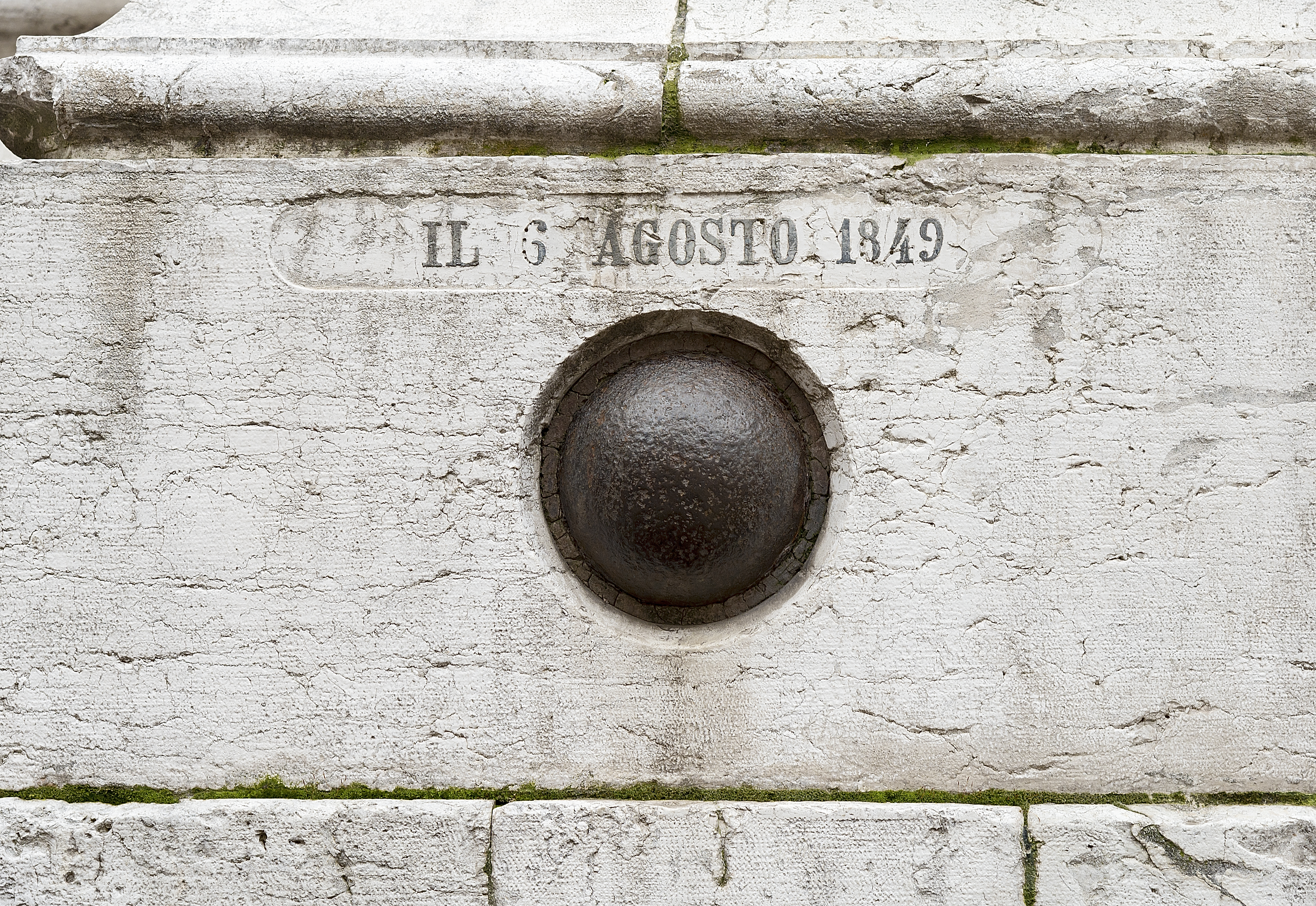
Boulet inséré dans la façade
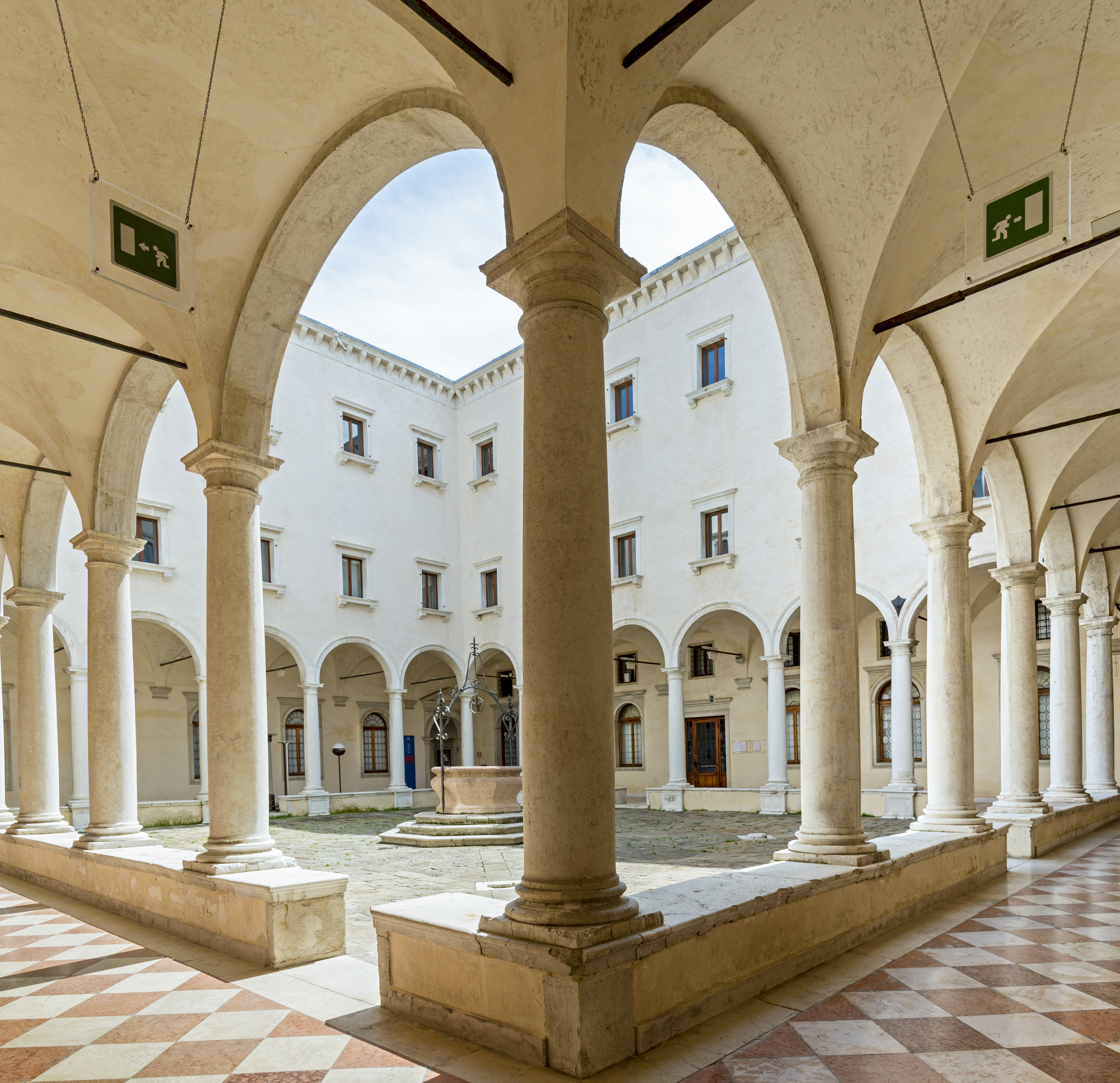
Le premier cloître

## L’intérieur

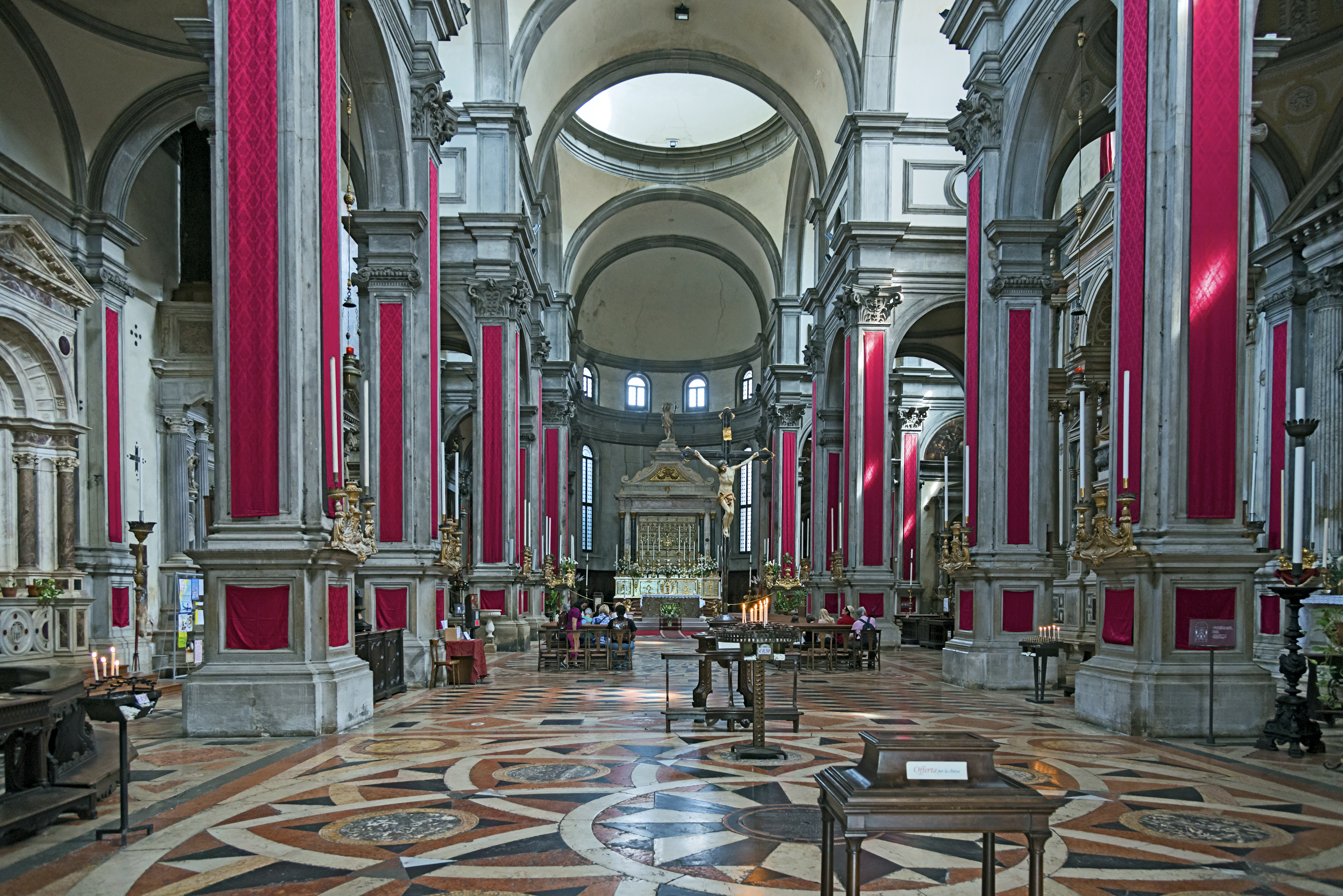
L'intérieur
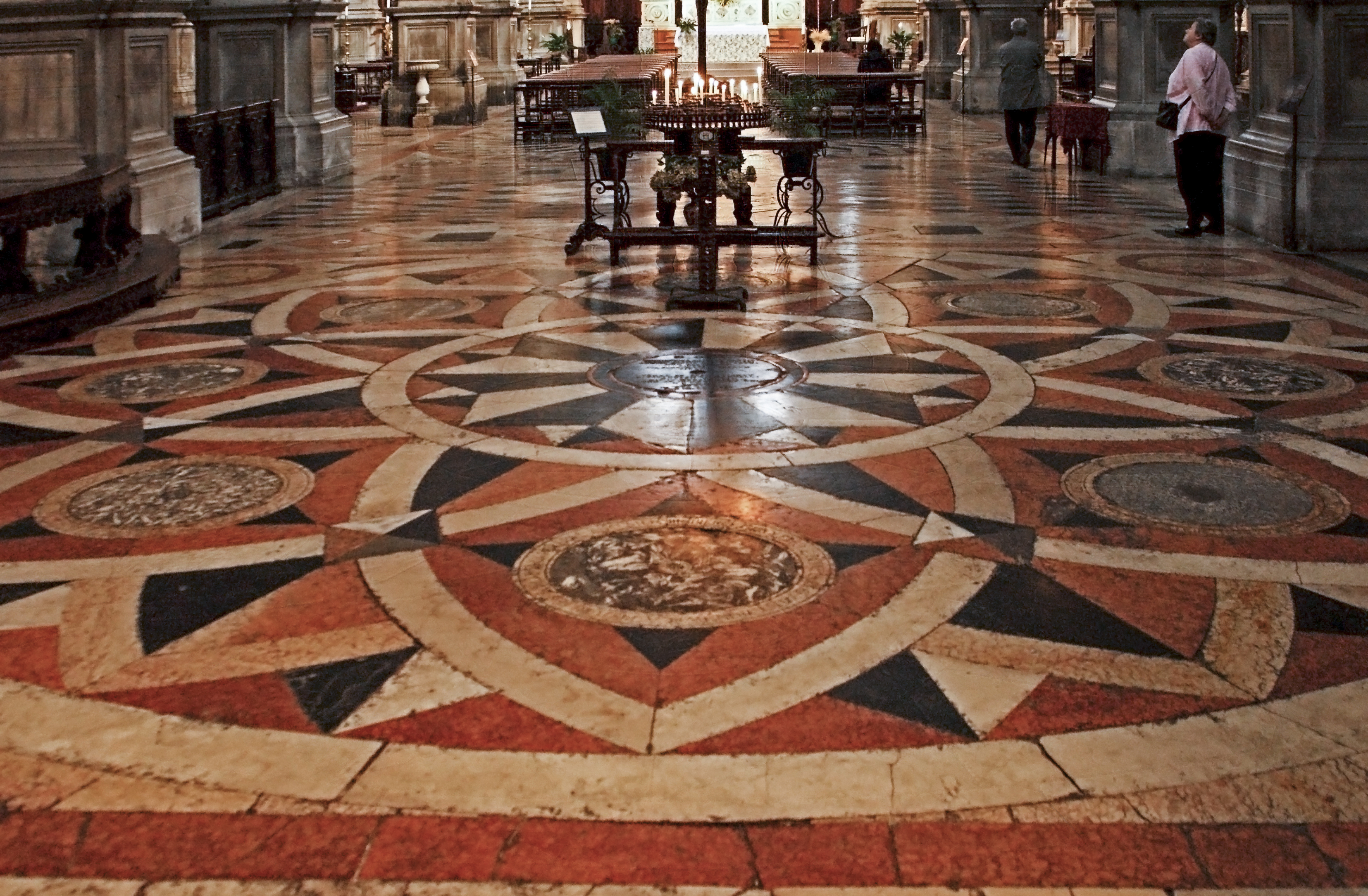
Pavement polychrome en marbre

### Côté gauche
Premier autel
Il a été initialement dédié à Saint-Nicolas, en 1751 et a été reconstruit après un incendie ayant eu lieu dix ans auparavant, qui avait détruit le Barco dessus de la porte principale. Le retable montre un tableau représentant Saint-Nicolas, Saint-Léonard et le bienheureux Arcangelo Canetoli. Ce tableau a été commencé par Giovanni Battista Piazzetta et terminé par Domenico Maggiotto
Travée gauche
Monument et tombes des doges  Lorenzo et Gerolamo Priuli, par Cesare Franco. Il est surmonté par les statues de Saint Laurent et de Saint Jérôme par Giulio Del Moro (Dal Moro, Moro) à la partie gauche de la nef.
Deuxième autel.
L'autel et le retable sont des œuvres du XVIe siècle du bergamasque  Guglielmo Grigi (Detto it Bergamasco). Sur l'autel la Statue de Saint Jérôme par Tommaso Lombardo (ou Da Lugano) (avant 1547) Date de la mort du commanditaire Girolamo Priuli.

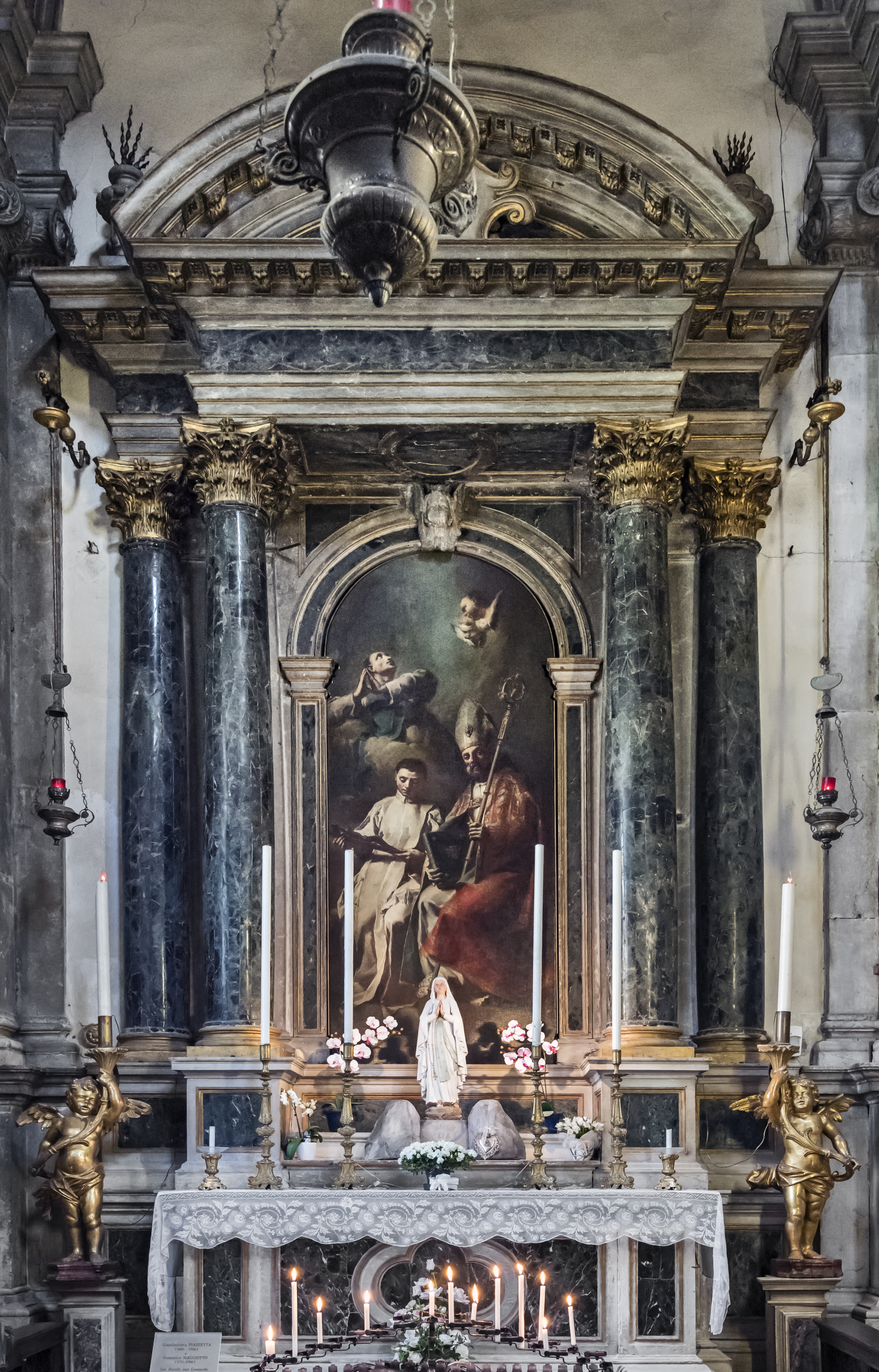
Autel de saint Nicolas
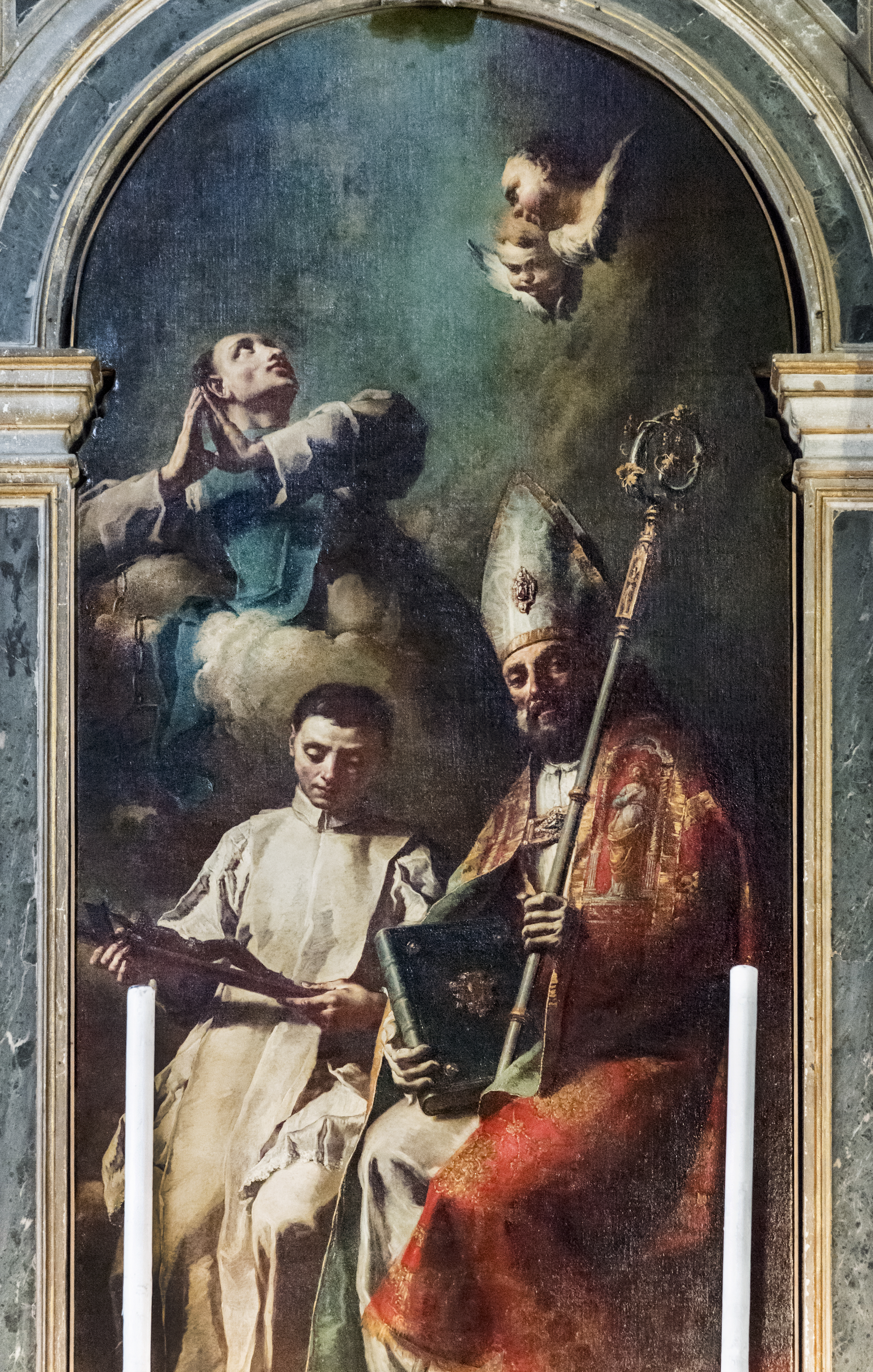
St Nicolas, saint Léonard et le bienheureux Arcangelo Canetoli Domenico Maggiotto
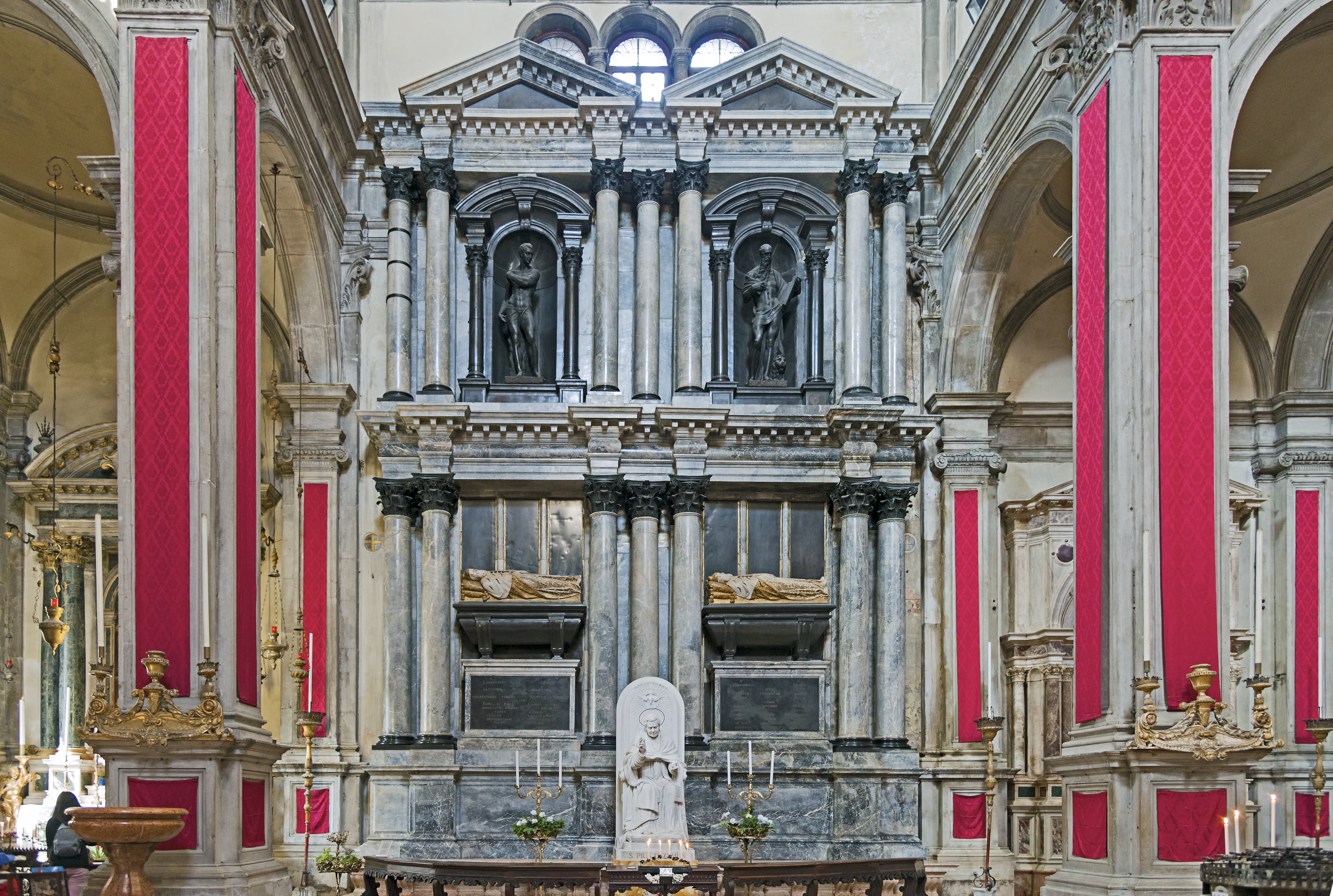
Monument et tomes des doges Lorenzo et Gerolamo Priuli
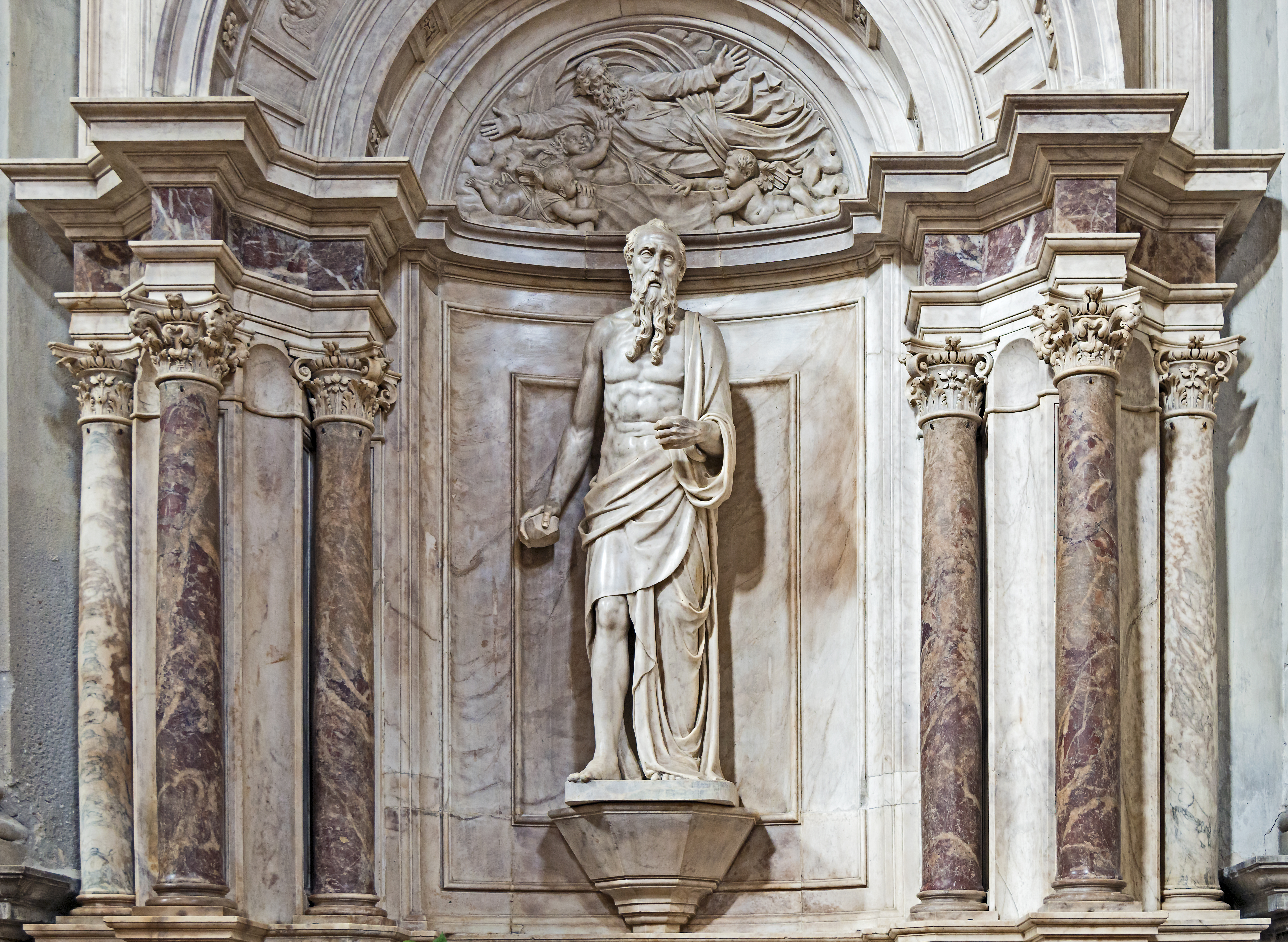
Saint Jérôme par Tommaso Lombardo

Porte latérale, cantoria et l'orgue
Cette perspective, la cantoria et l'encadrement de la porte qui donne sur Marzaria San Salvador sont l'œuvre de Jacopo Sansovino (1530) à l’exception des deux statuettes de part et d'autre de Celle de gauche représente saint Jérôme par Danese Cattaneo et celle de droite, saint Laurent par Giacomo Fantoni.
Les portières de l'orgue sont décorées par Francesco Vecellio (frère du Titien). La Trasfigurazione di Gesù à gauche, la Resurrezione sur la gauche. Les revers sont également décorés :  un portrait de saint Augustin sur celle de gauche et un portrait de Saint Théodore sur celle de droite.
L'orgue a été restauré par Jürgen Ahrend en 2009.
Troisième autel dédié à Saint Antoine le Grand
Au centre du retable une œuvre de Palma le jeune : « Maria con Bambino, Sant’Antonio Abate tra San Giovanni battista e San Francesco d’Assisi » (1600-1603)
Du côté droit du retable une statue de saint Sébastien par Alessandro Vittoria
Du côté gauche du retable une statue de saint Roch par Alessandro Vittoria

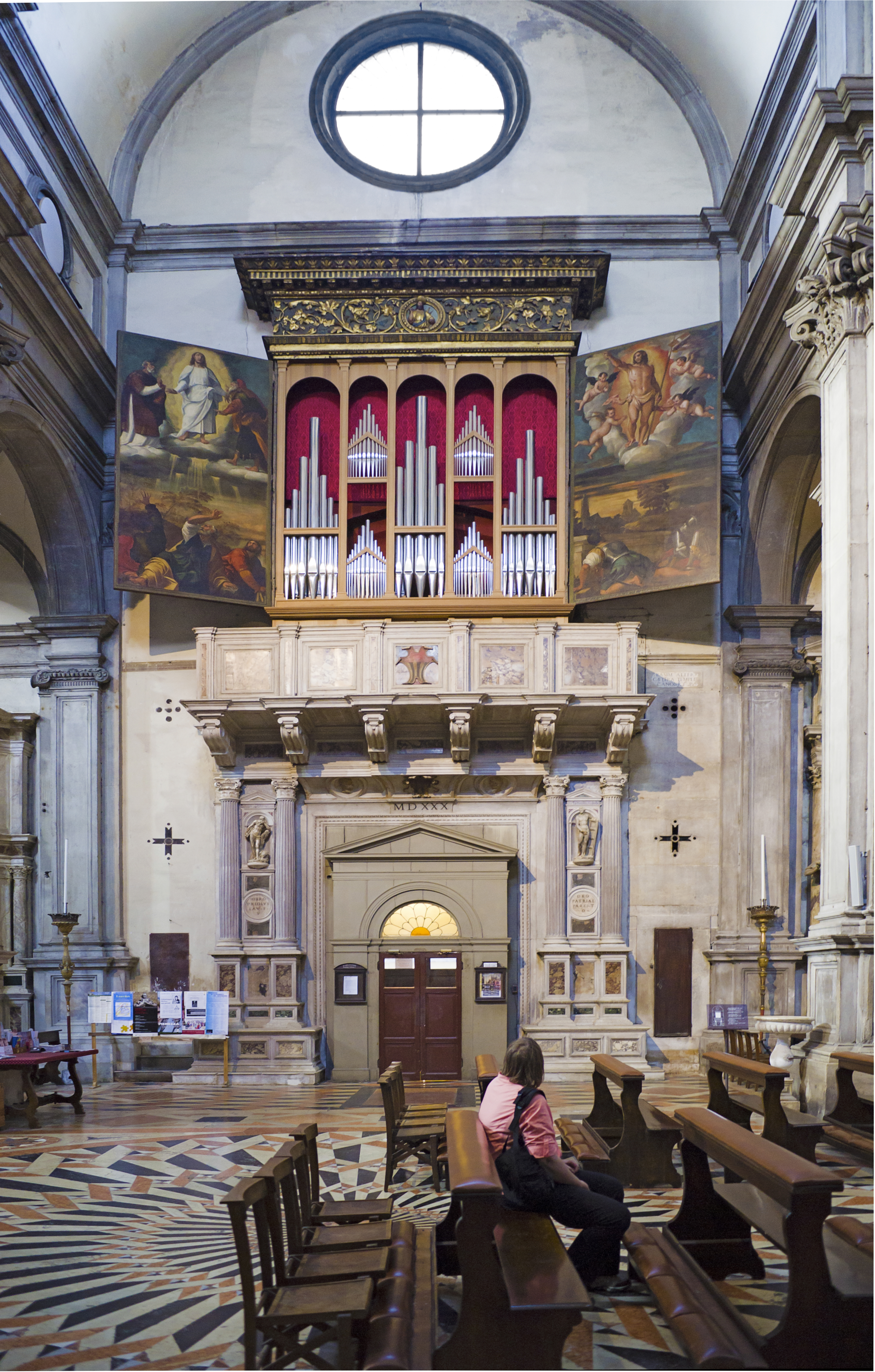
Porte latérale
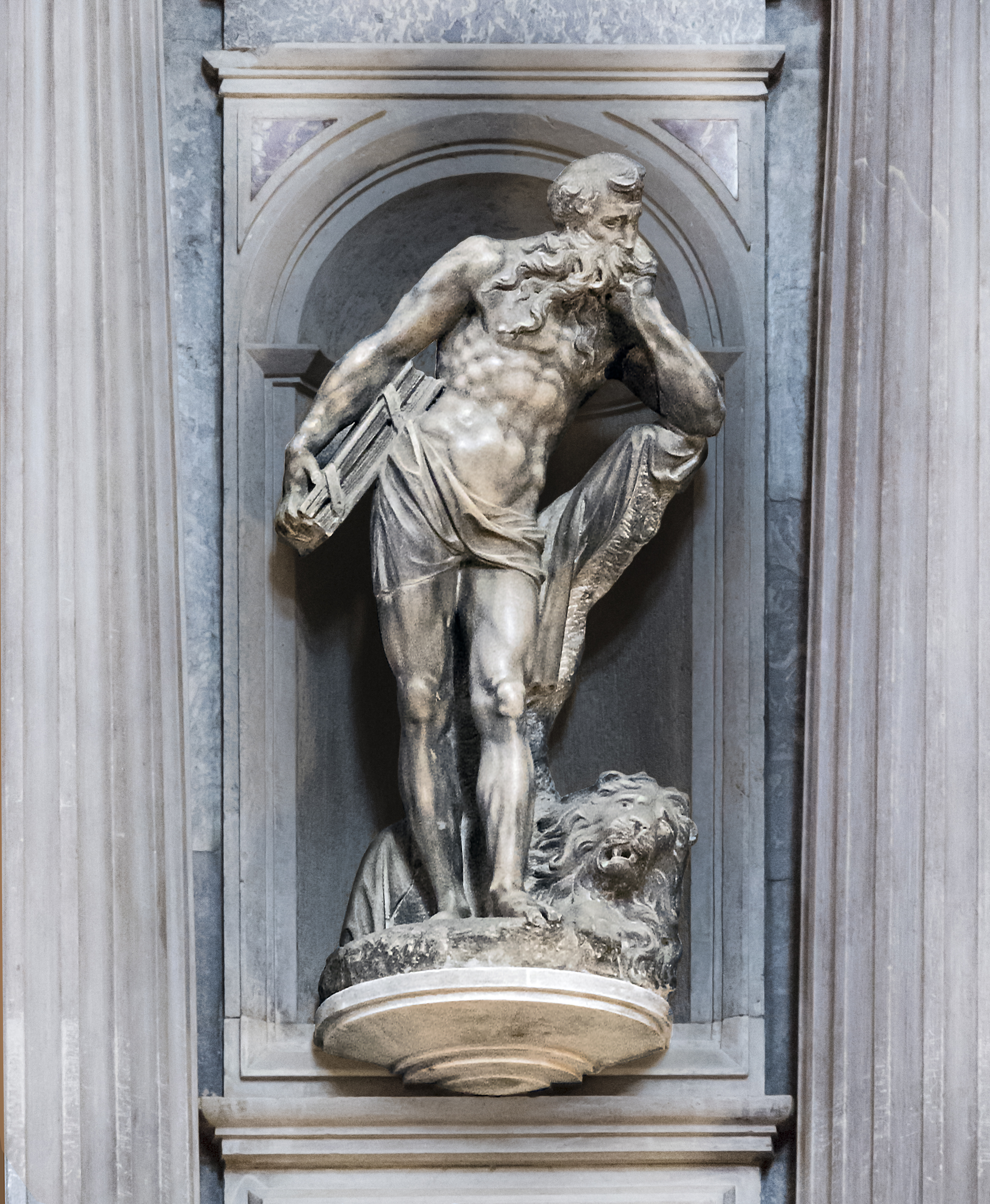
Saint Jérôme par Danese Cattaneo
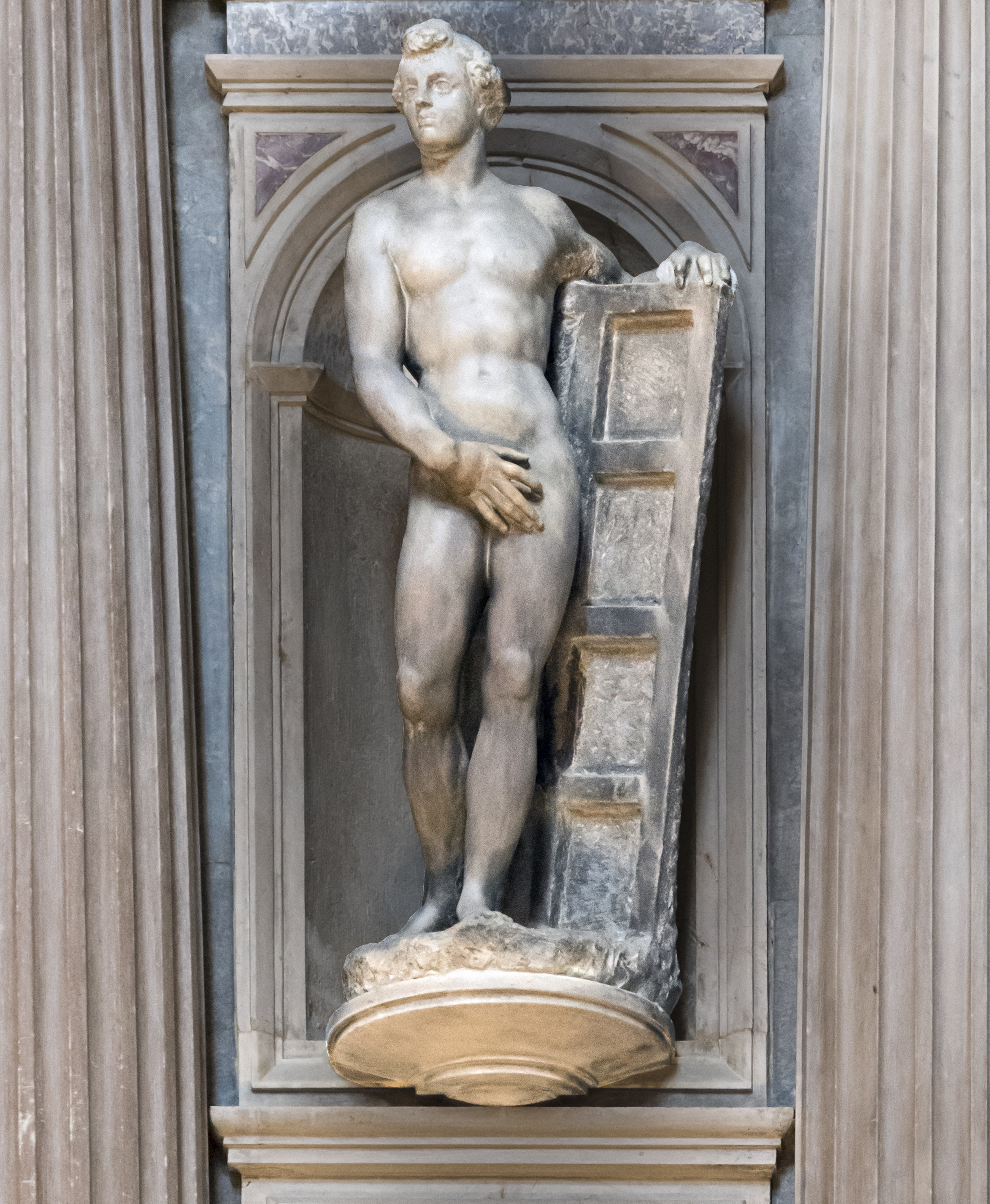
Saint Laurent par Giacomo Fantoni
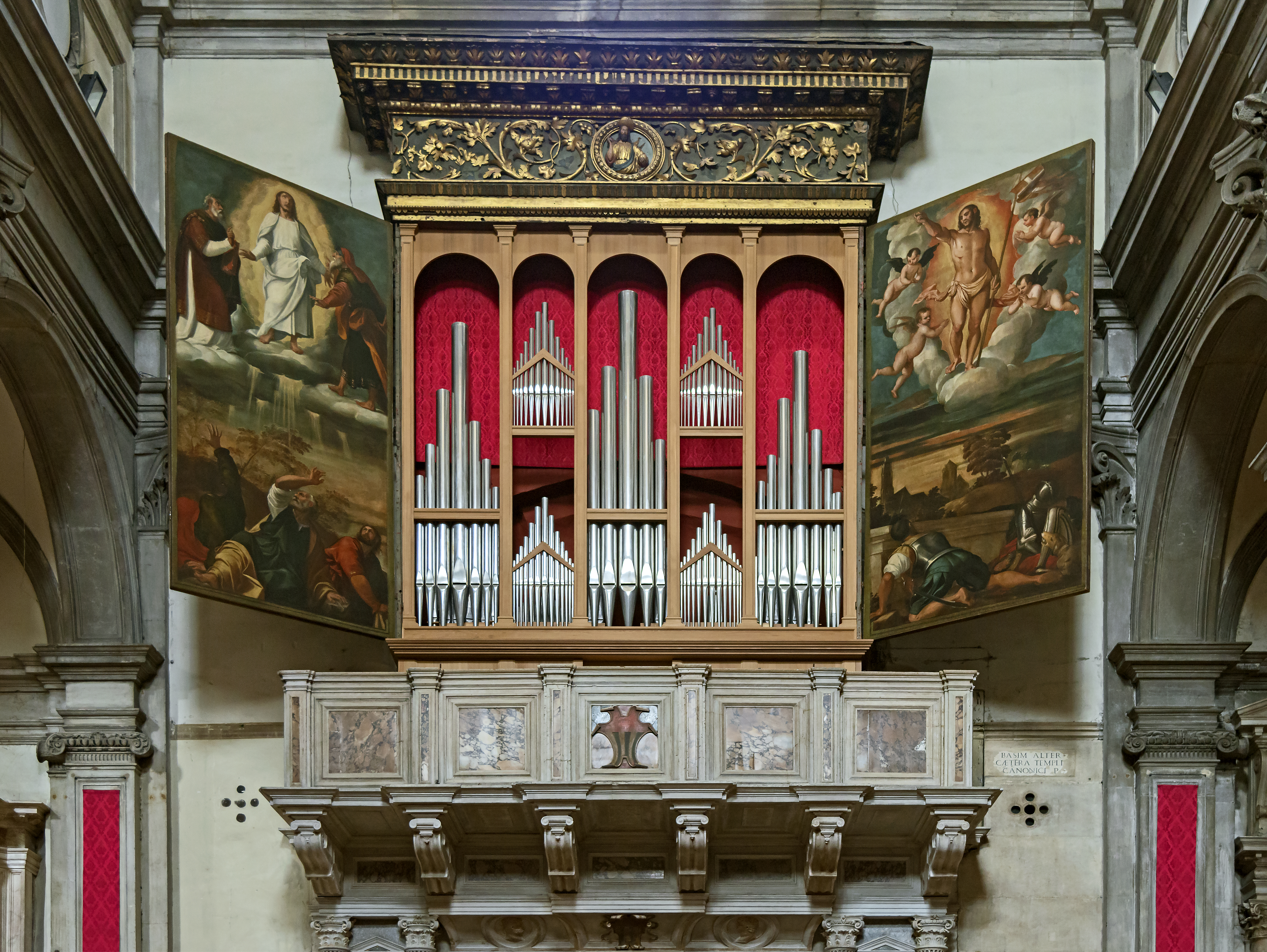
L'Orgue
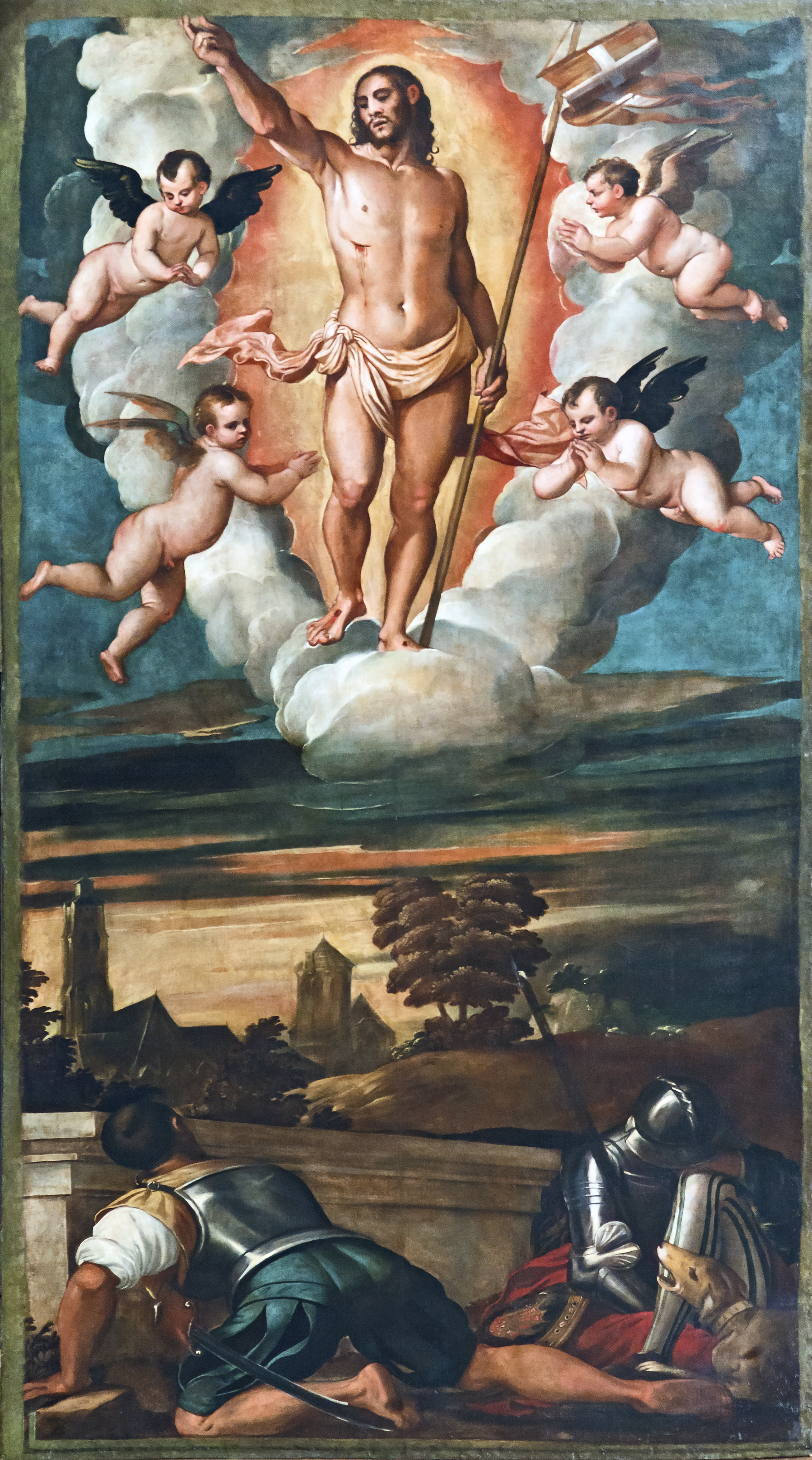
La résurrection par Francesco Vecellio
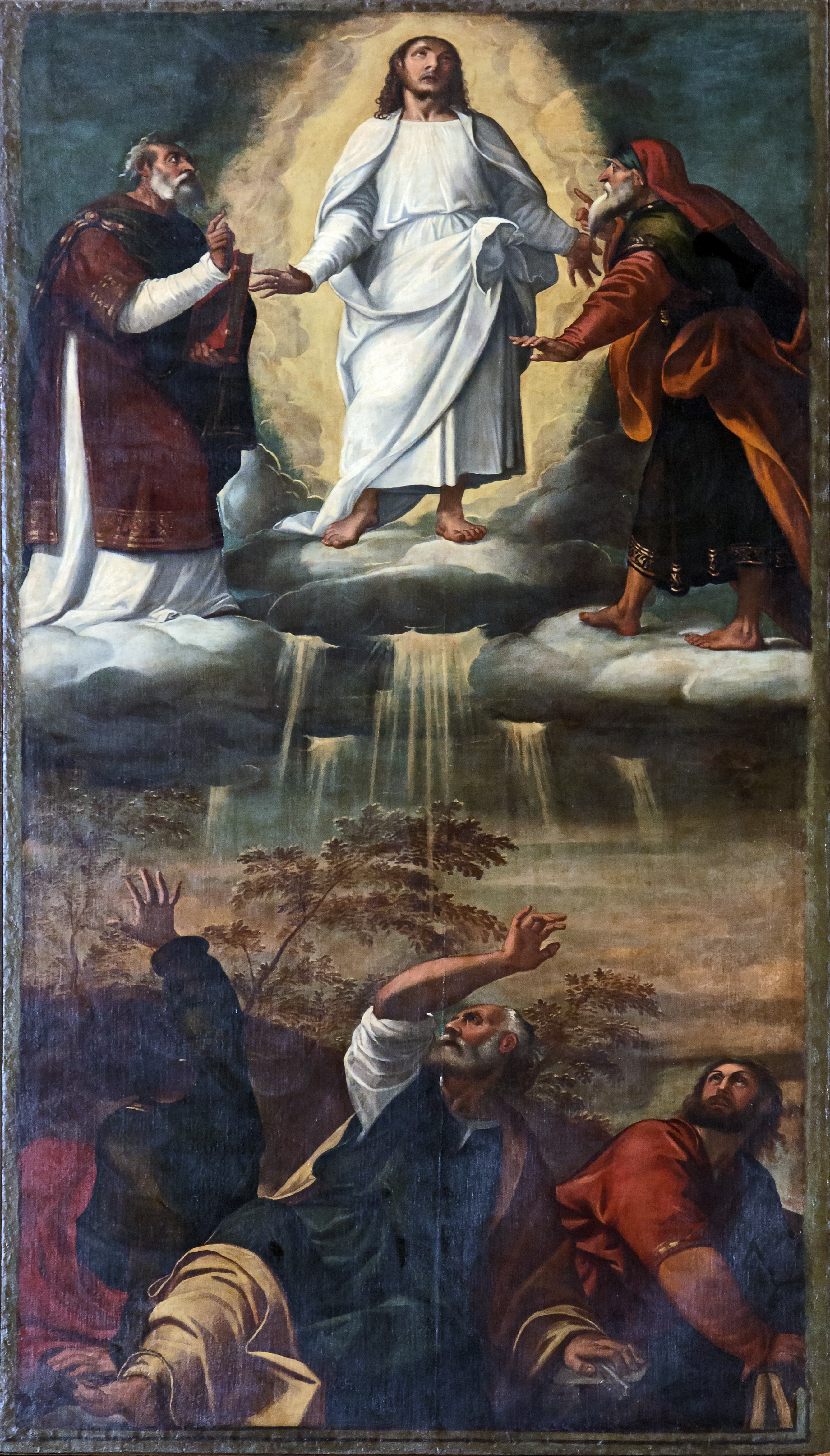
La transfiguration par Francesco Vecellio
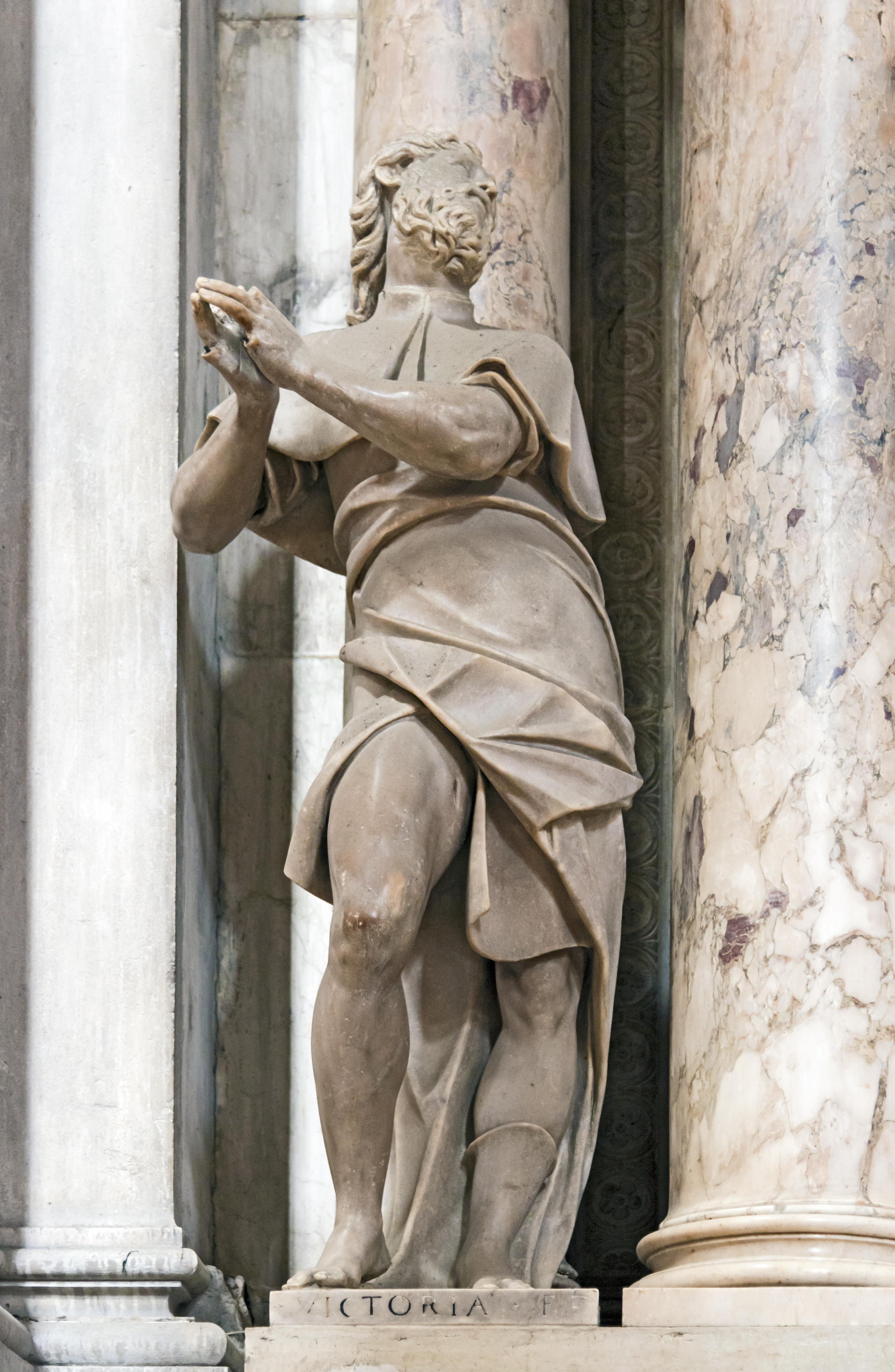
Saint Roch par Alessandro Vittoria
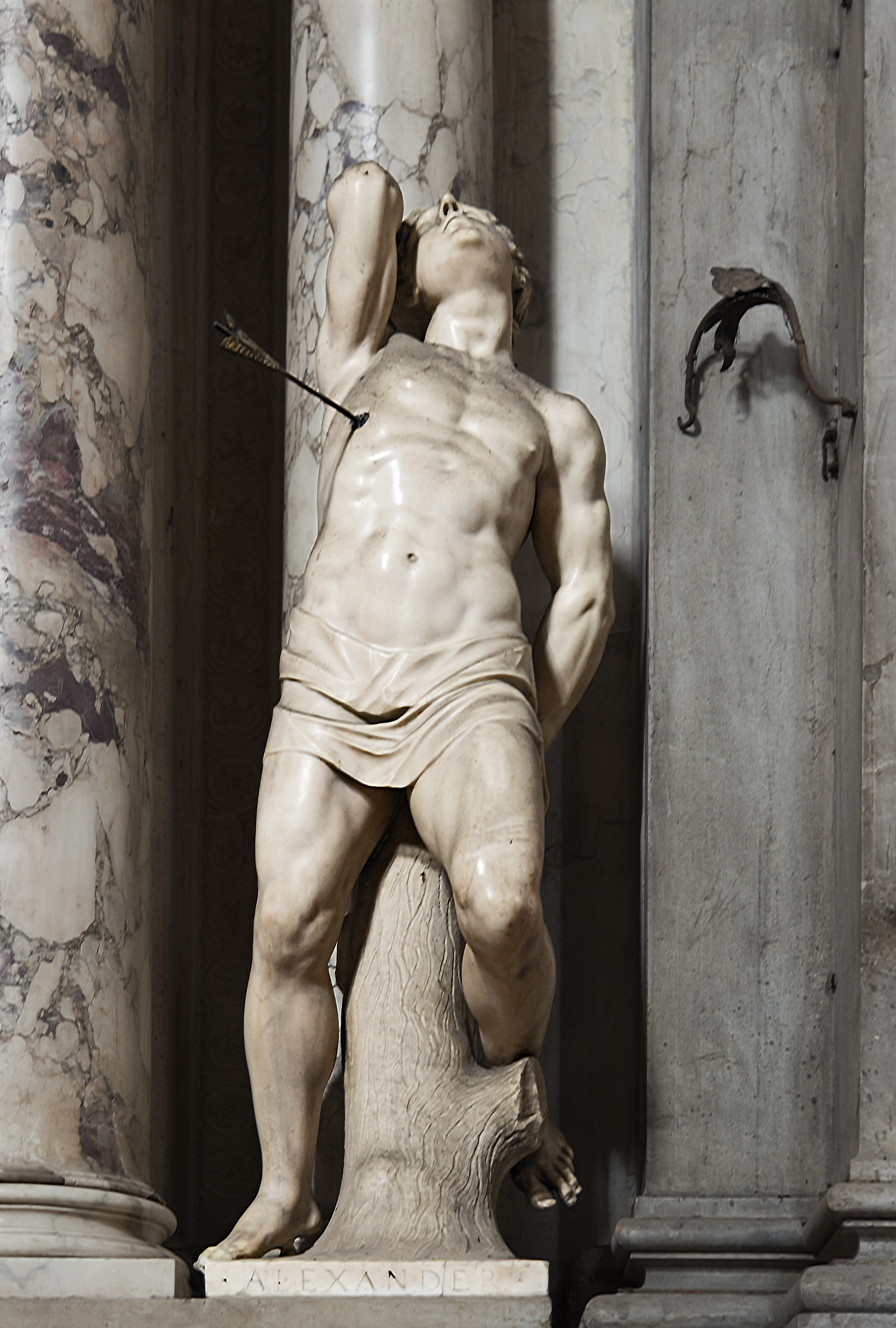
Saint Sébastien par Alessandro Vittoria

Transept gauche
Au centre le monument du cardinal Marco Corner, qui fait pendant à celui de Catherine Corner en face de lui. À droite une œuvre de Lattanzio Querena, La sainte Famille.

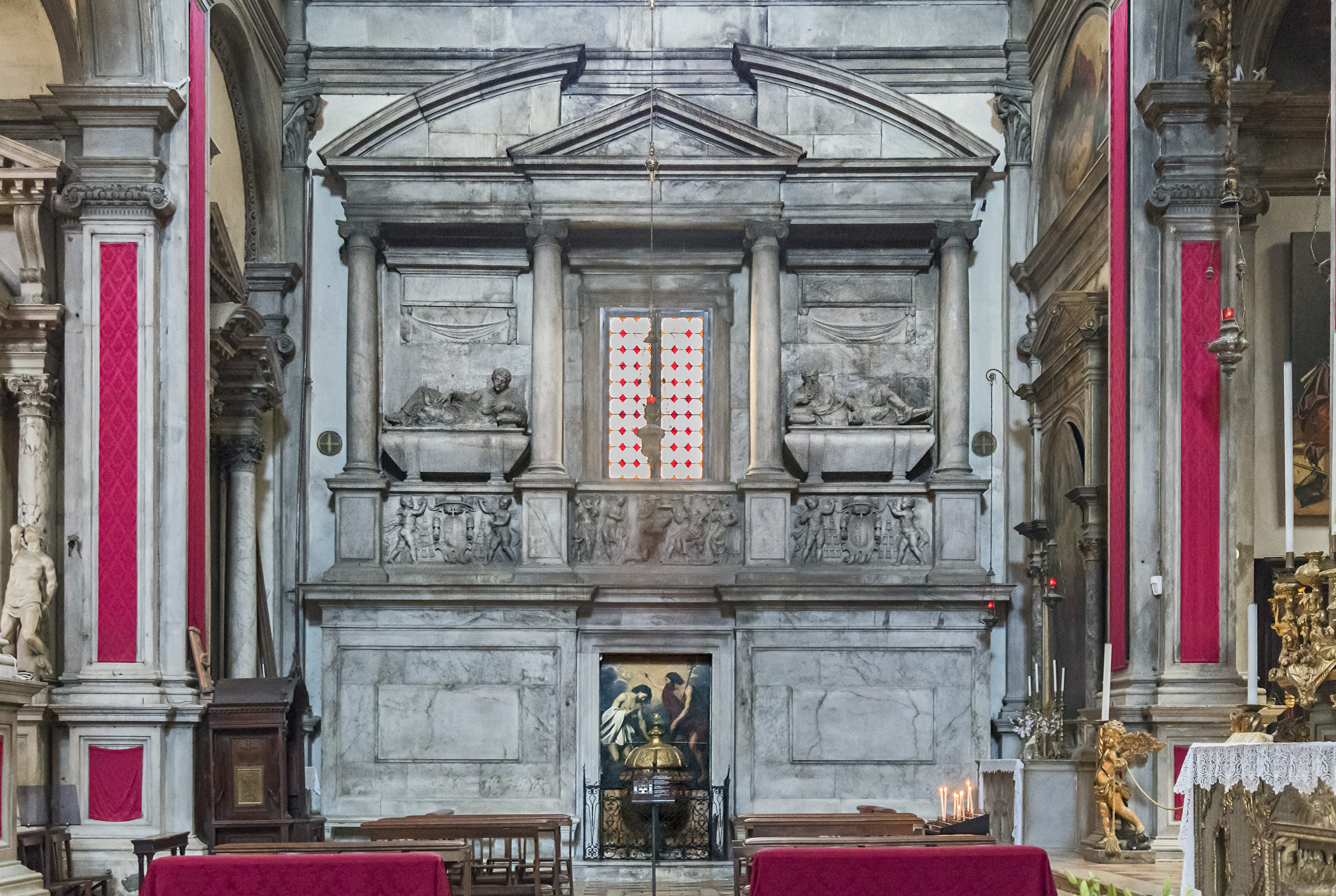
Le Monuement au cardinal Marco Corner
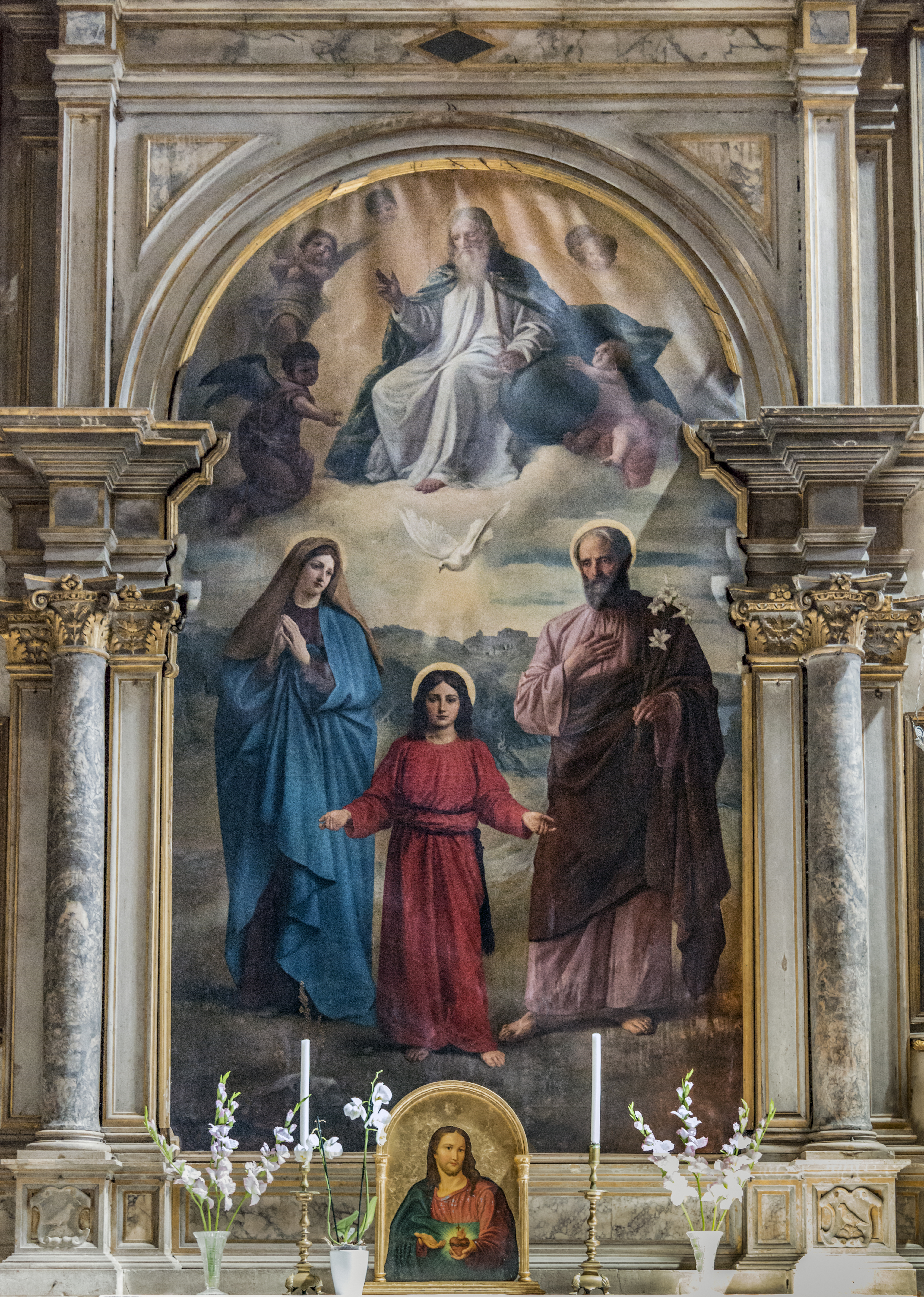
La sainte Famille par Lattanzio Querena

### Le chœur
Chapelle absidiale de gaucheLa chapelle du Saint-Sacrement
Dédié au Saint-Sacrement, la décoration de la chapelle a été personnellement fournir le patriarche Antonio Contarini. Sur le mur de gauche: un tableau de l'école de Giovanni Bellini, Le souper chez Emmaüs.
Le plafond de cette chapelle est une a grande mosaïque montrant le patriarche Antonio Contarini adorant le Saint-Sacrement (1523) par Grisogono Novello.
Le maître-autel
Le retable en argent du XIVe siècle est caché derrière une Transfiguration du Titien sauf pendant quelques jours au mois d'août (fête de la Transfiguration), à Pâques et de Noël au jour de l'An.
Chapelle absidiale de droiteLa chapelle de San Teodoro
Dédié à Théodore d'Amasée ou San Todaro, le premier patron de Venise. L'urne contenant le corps du saint a été amené par Jacopo Dauro 1257 de l'Église de Messembria en Asie Mineure à Constantinople; son frère Marco, dix ans plus tard, l'a conduit à Venise, et en a fait don à l'église de San Salvador.
Sur le mur de droit une toile de l'école de Bonifacio de’ Pitati représentant Le martyre de Saint Théodore.

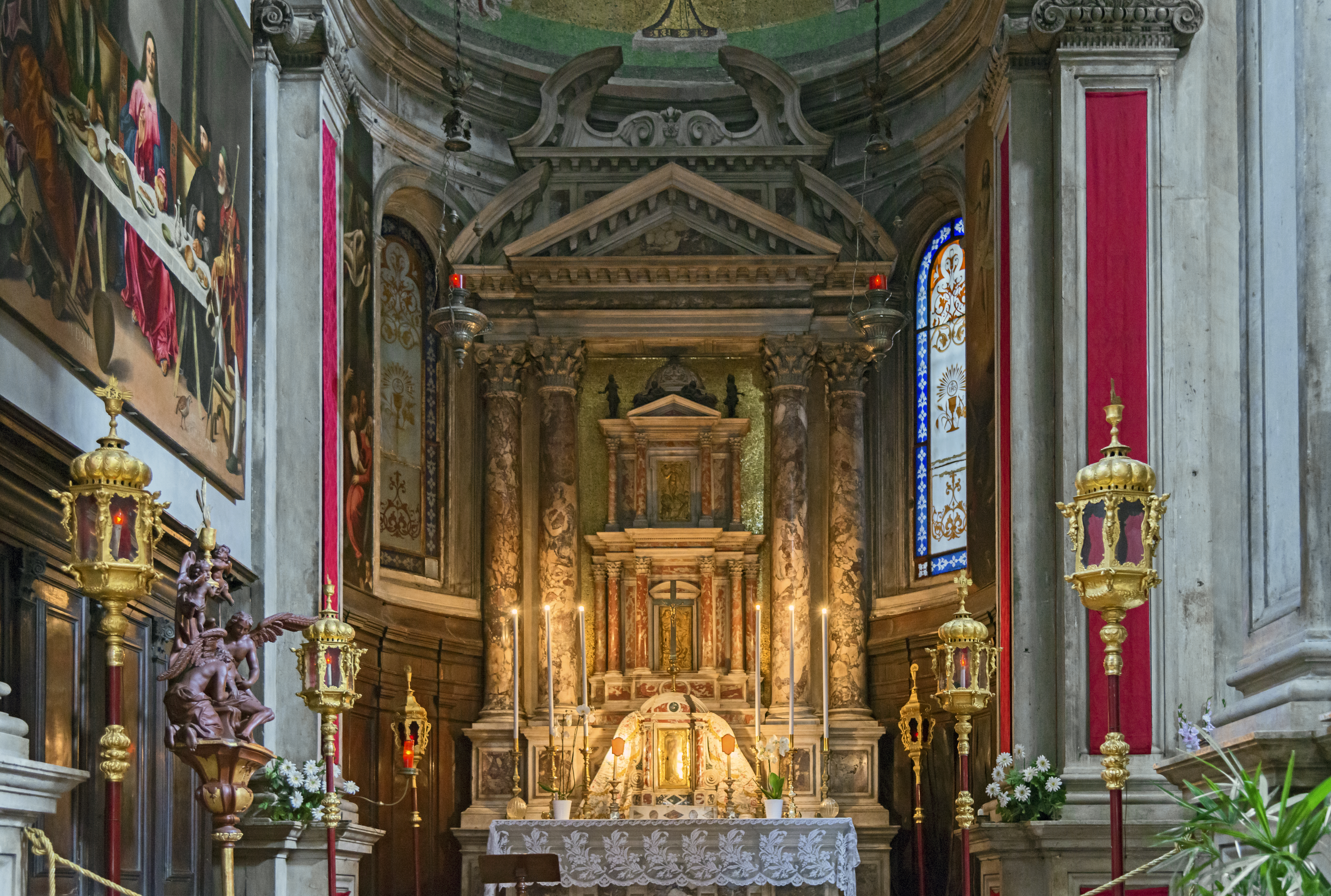
La chapelle du Saint-Sacrement
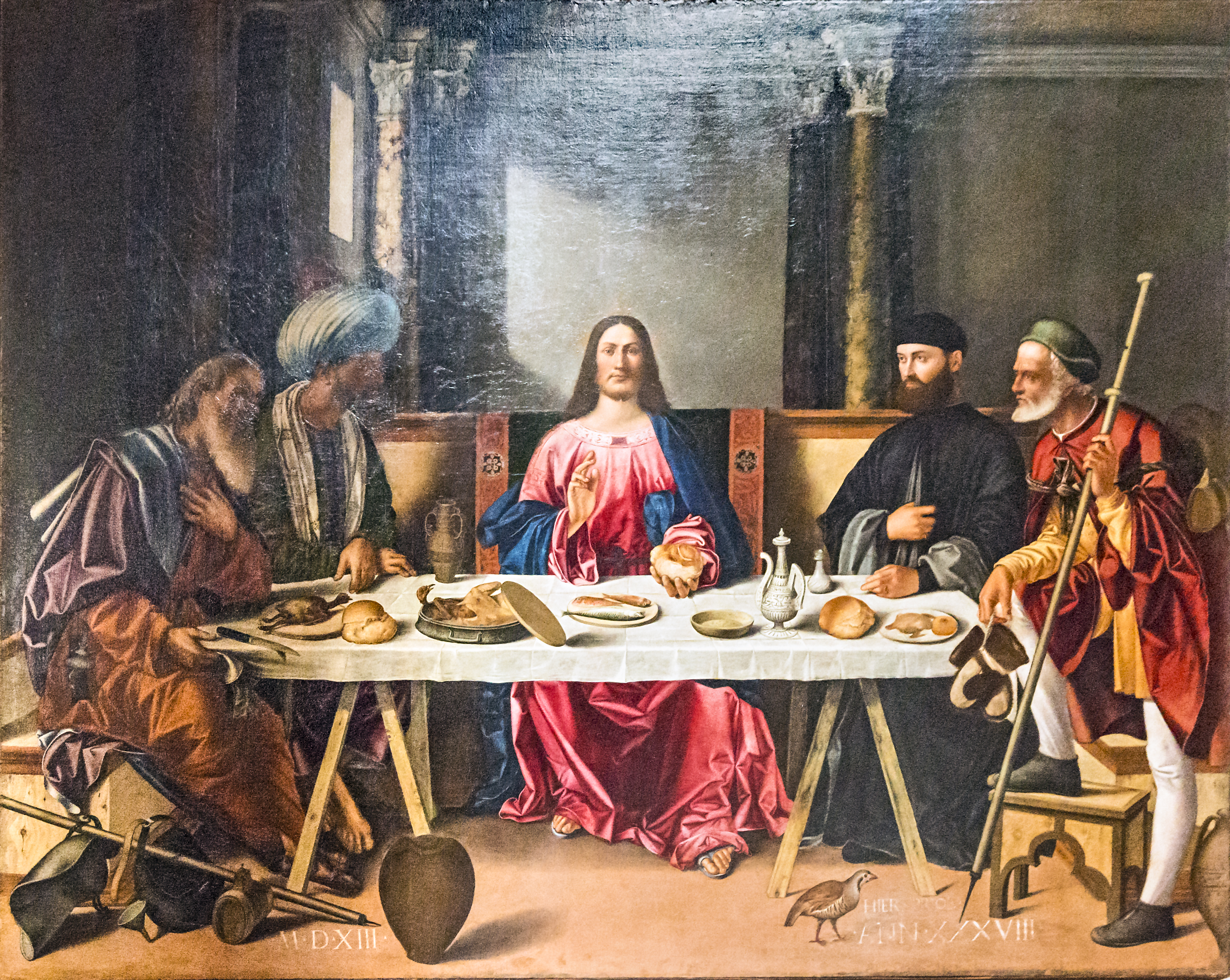
Le souper chez Emmaüs
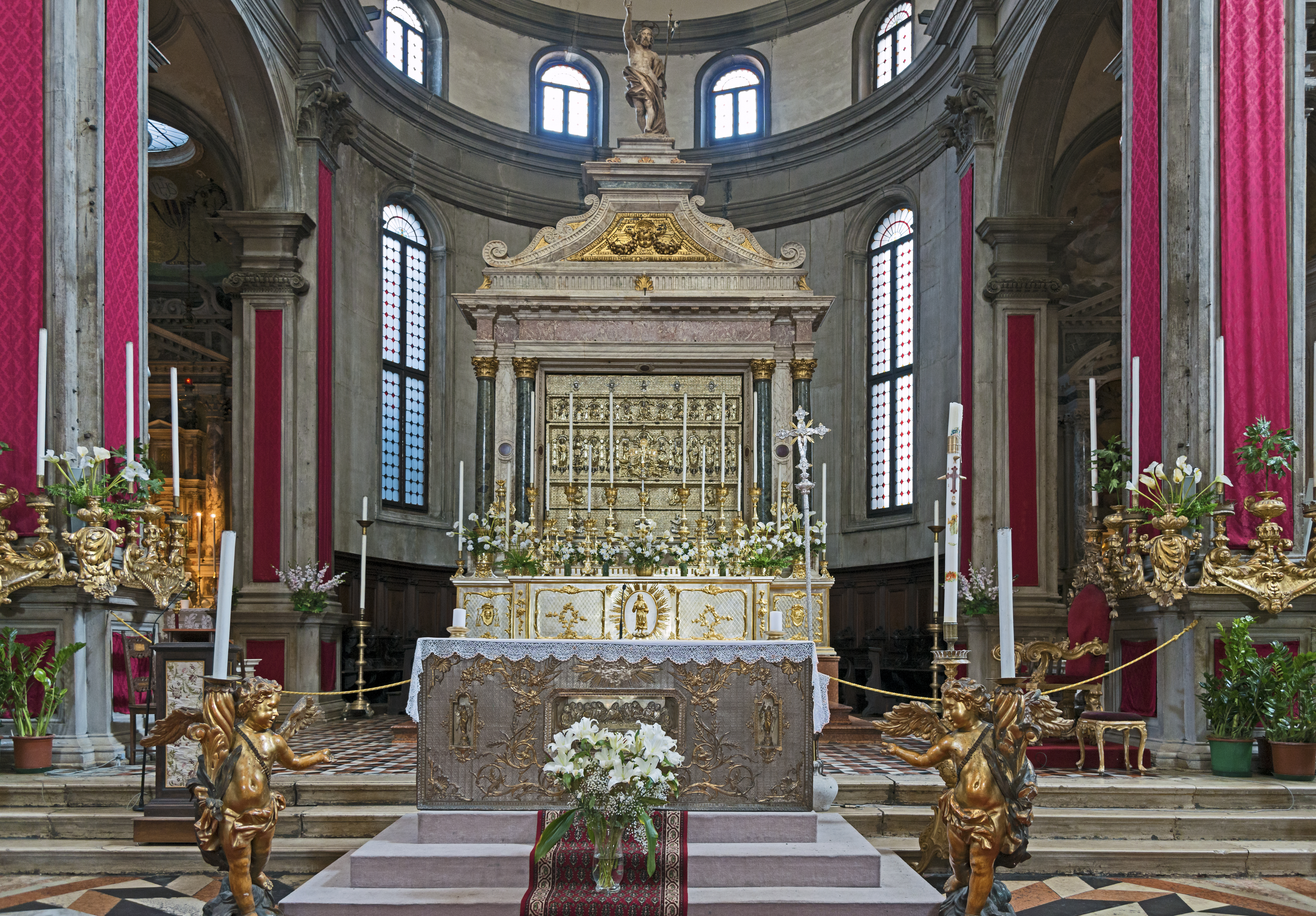
Le retable et l'autel principal
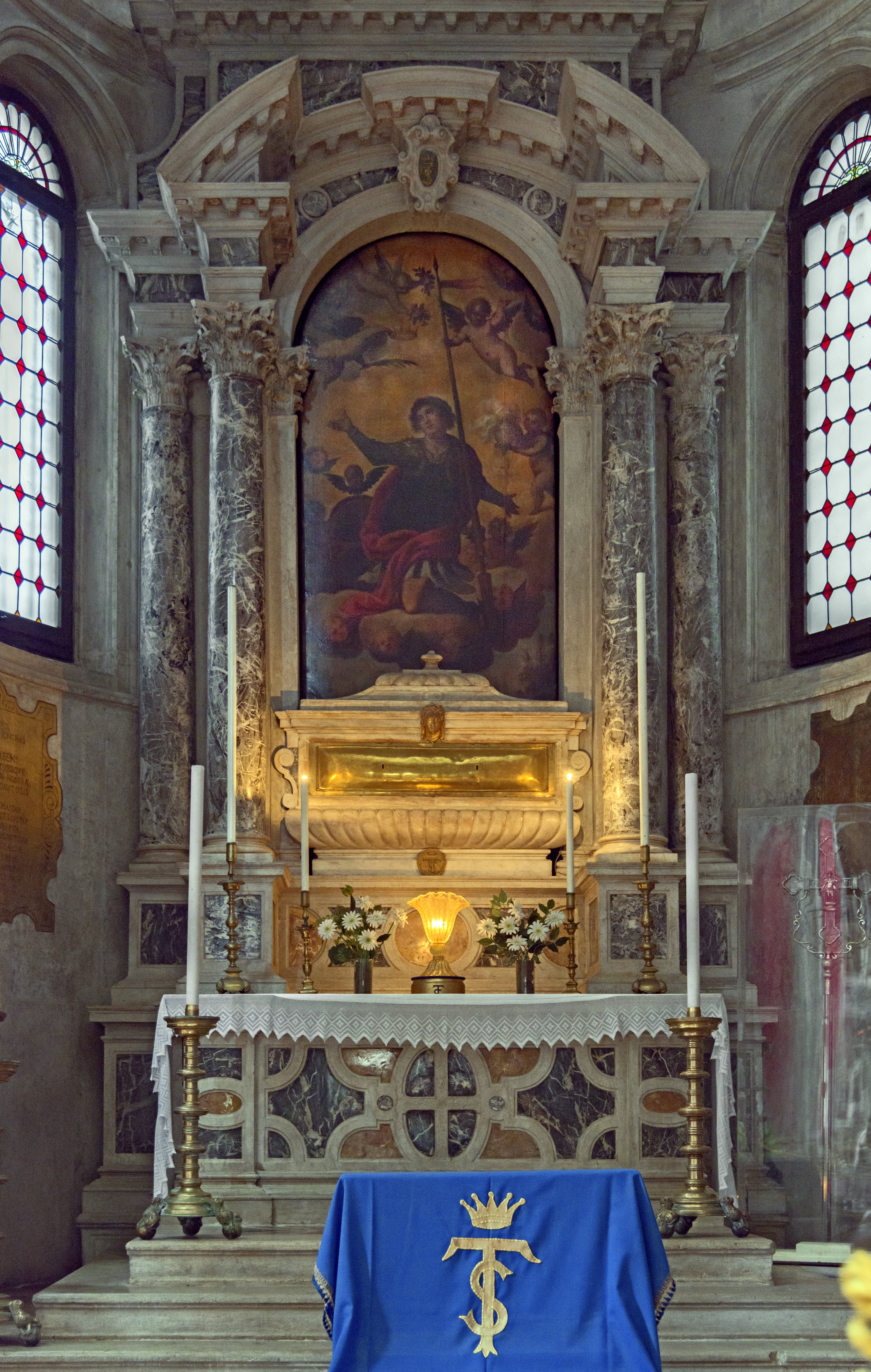
Chapelle de Saint Théodore
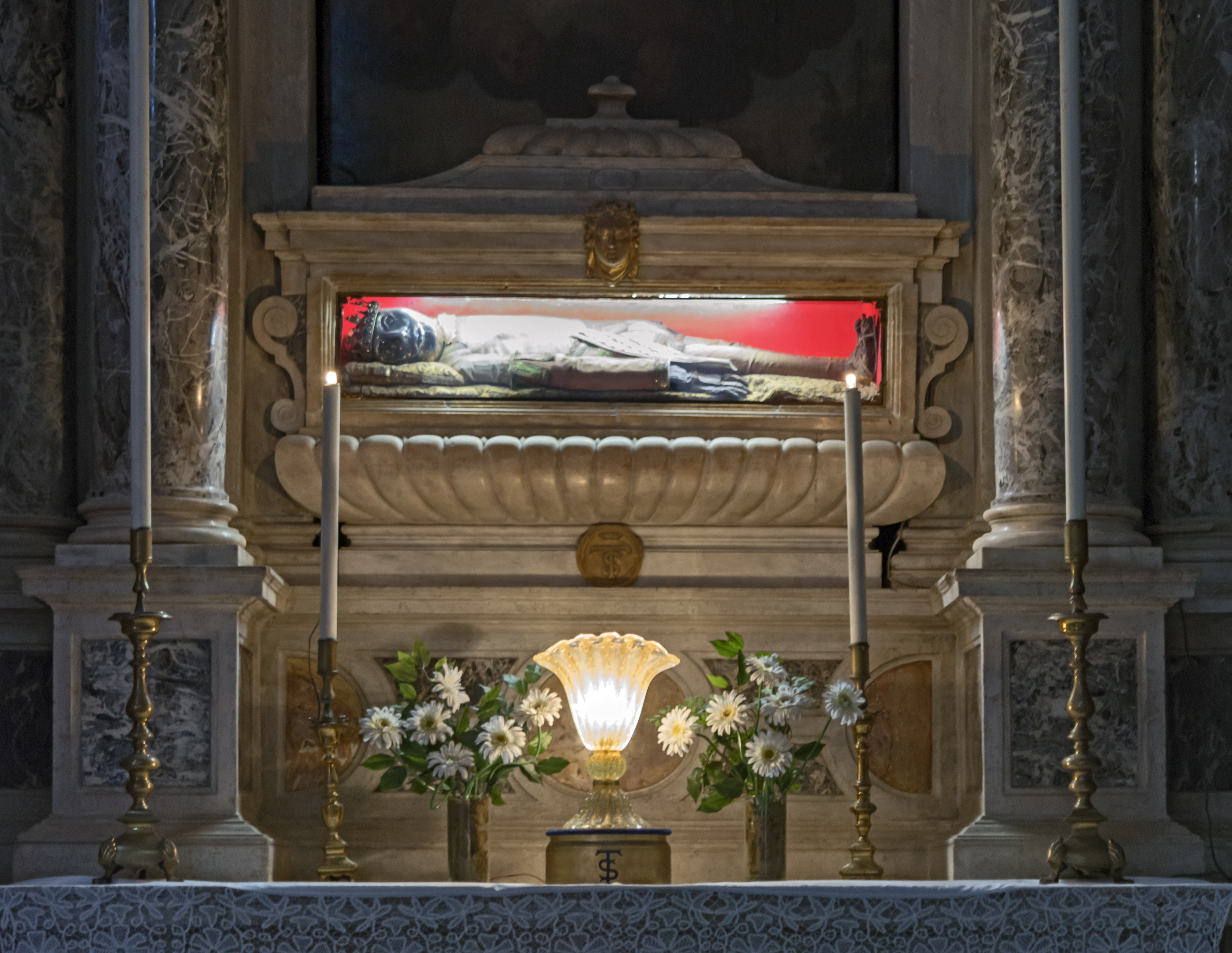
Exposition du corps de Saint Théodore
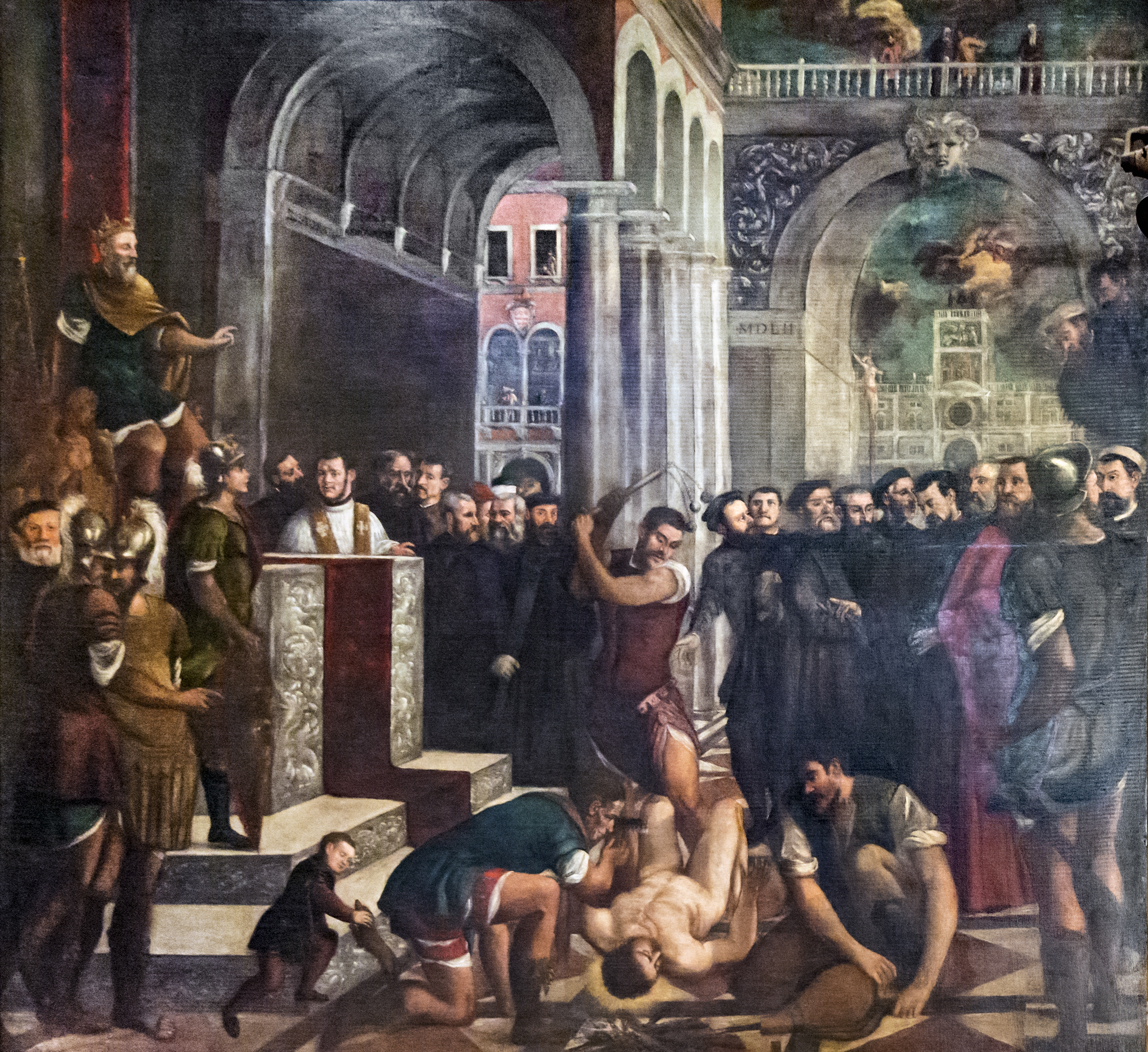
Le martyre de Saint Théodore École de Bonifacio de’ Pitati

### Côté droit

#### Le transept droit
Monument funéraire de Catherine Cornaro reine de Chypre (vers 1580)
Alors que l'église était encore en construction, les chanoines avaient cédé façade droite du transept à de la famille Corner avec le droit de construire le monument qu'ils avaient l'intention de consacrer à la reine Catherine de Chypre, (Elle avait renoncé à la couronne en faveur de la république de Venise). Son corps a été déplacé à la fin des années 1500, de la chapelle Corner de l'église Santi Apostoli à son emplacement actuel. La construction avait été initialement confiée à Giovanni Maria Falconetto, mais le projet est resté dans les tiroirs jusqu'à la fin du XVIe siècle, c'est Bernardino Contino qui a terminé le travail en 1584. Le bas relief au centre au dessus de la porte de la sacristie représente la reine de Chypre offrant sa couronne  au doge Barbarigo.
du côté gauche du monument  le cinquième autel dédié à Saint-Léonard. Le tableau du retable : « Saint-Léonard entre Laurent Justinien, St André et St Nicolas » par Francesco Fontebasso. Au plafond une fresque très abîmée :  La présence de la très sainte trinité dans la Piété par Andrea Vicentino.
du côté droit  le quatrième autel. Le tableu du retable montre Jacques de Zébédée entre Saints-Laurent, Marie-Madeleine et François de Sales par Girolamo Brusaferro.

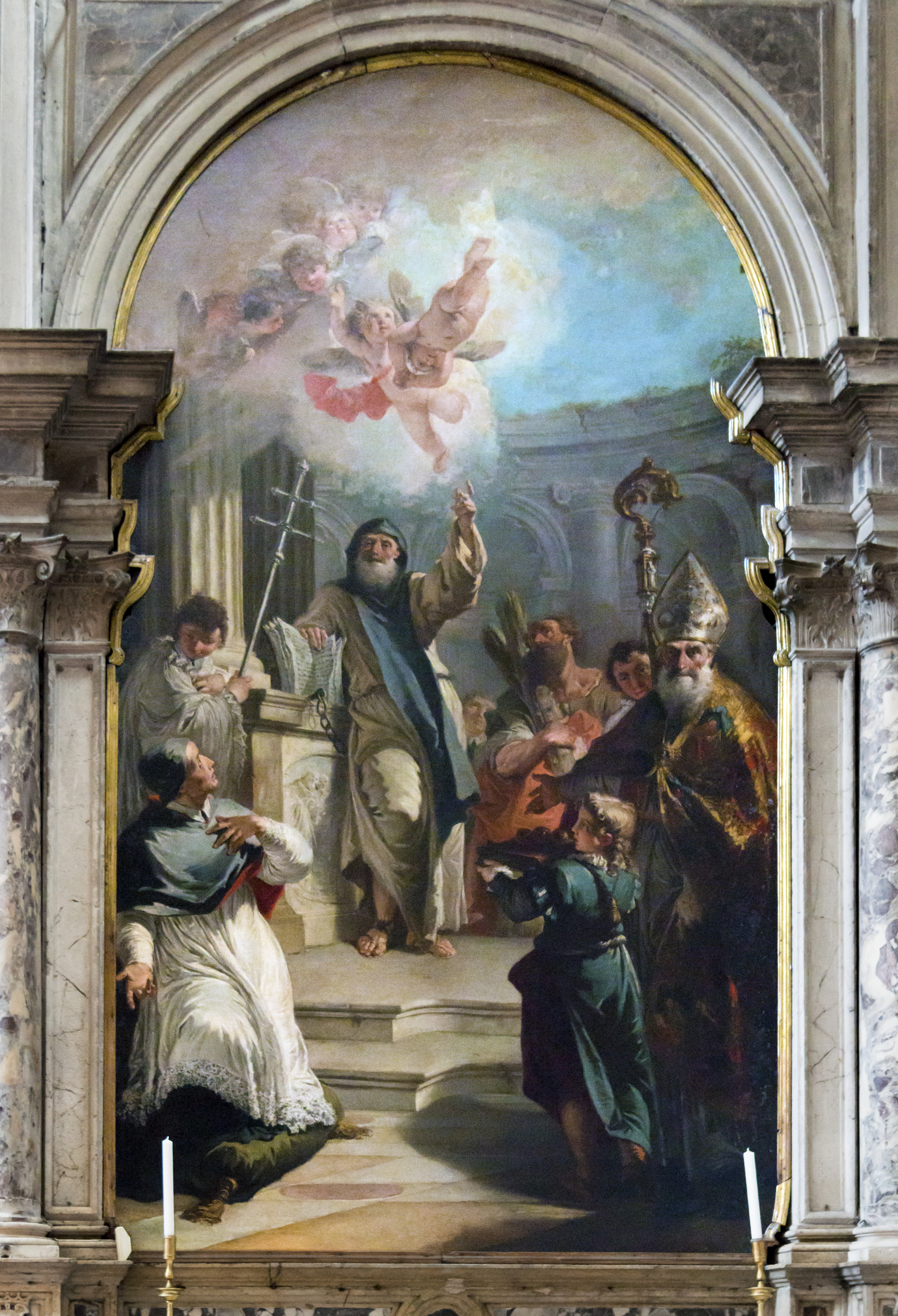
San Leonardo tra i santi Lorenzo Giustiniani, Andrea e Nicolo Francesco Fontebasso
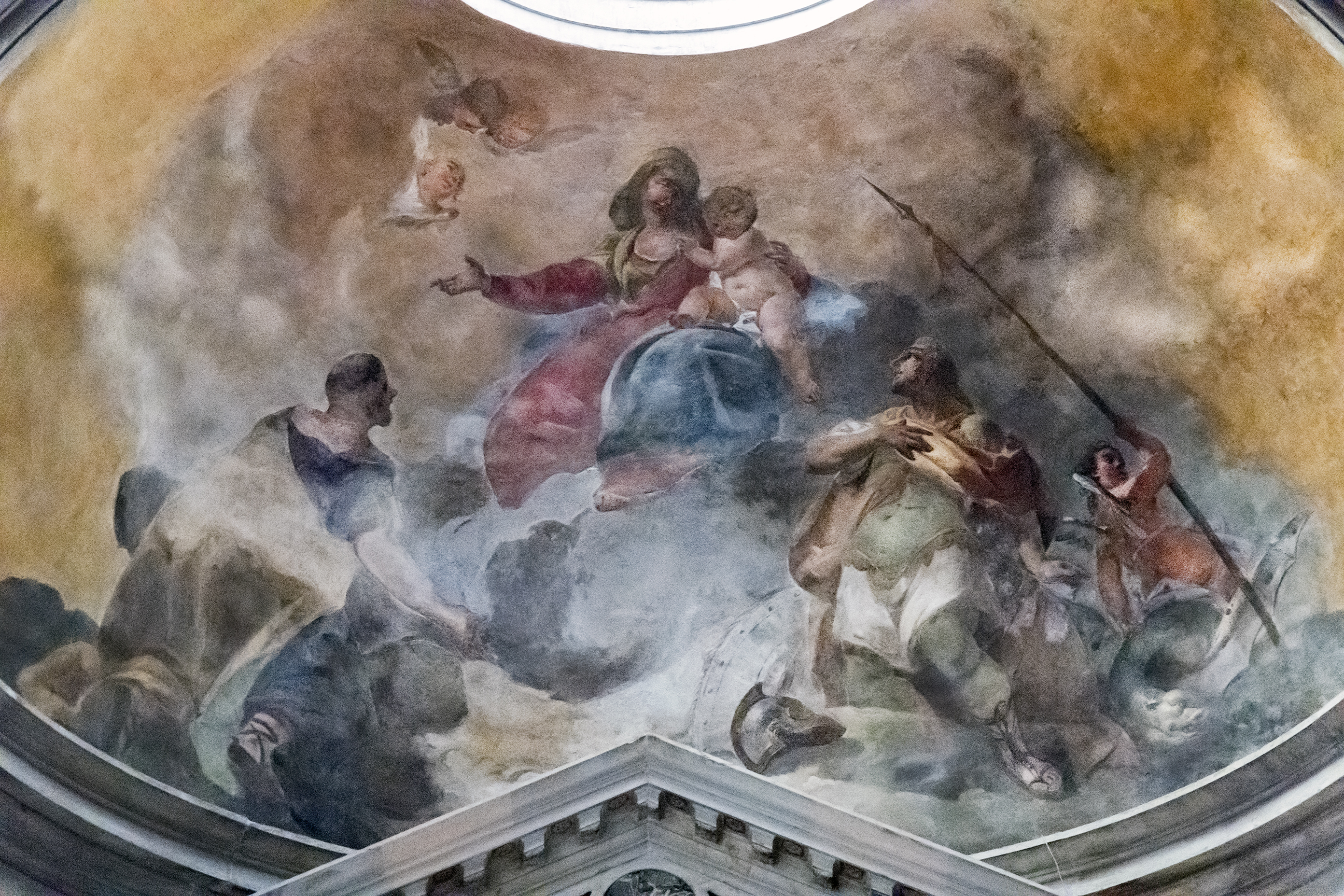
La présence de la très sainte trinité dans la Piété par Andrea Vicentino
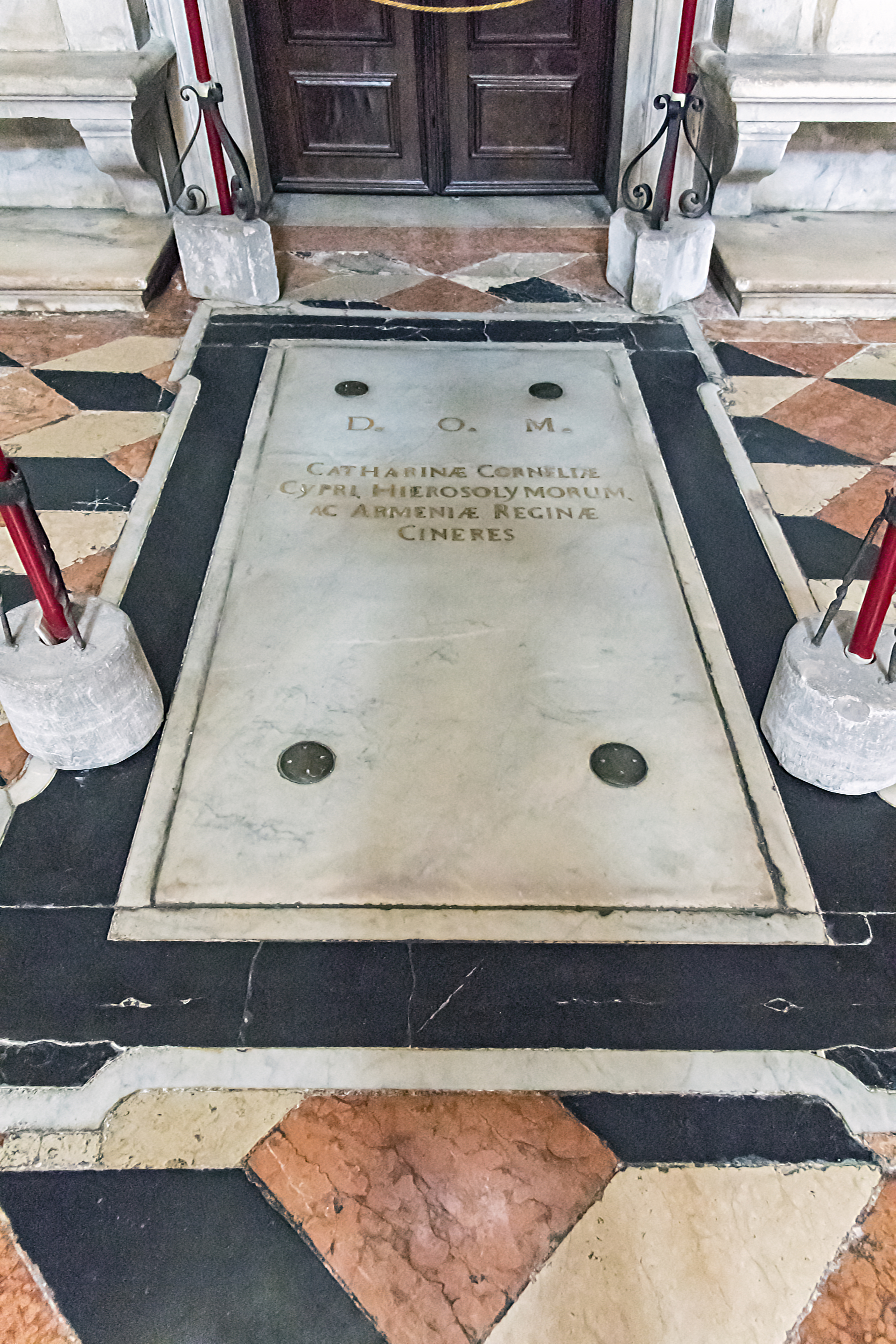
Pierre tombale de Caterina Cornaro
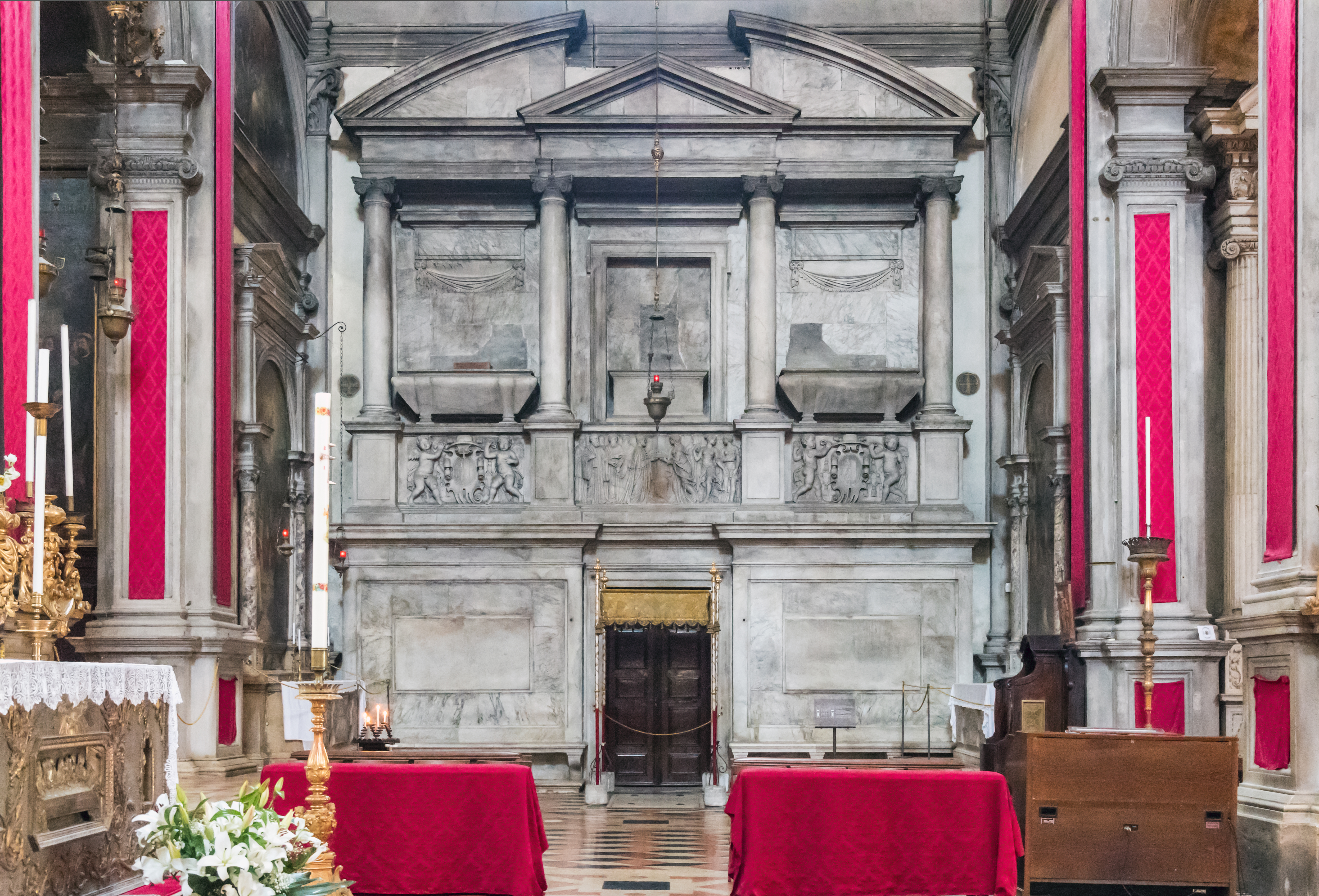
Monument funéraire de Caterina Cornaro
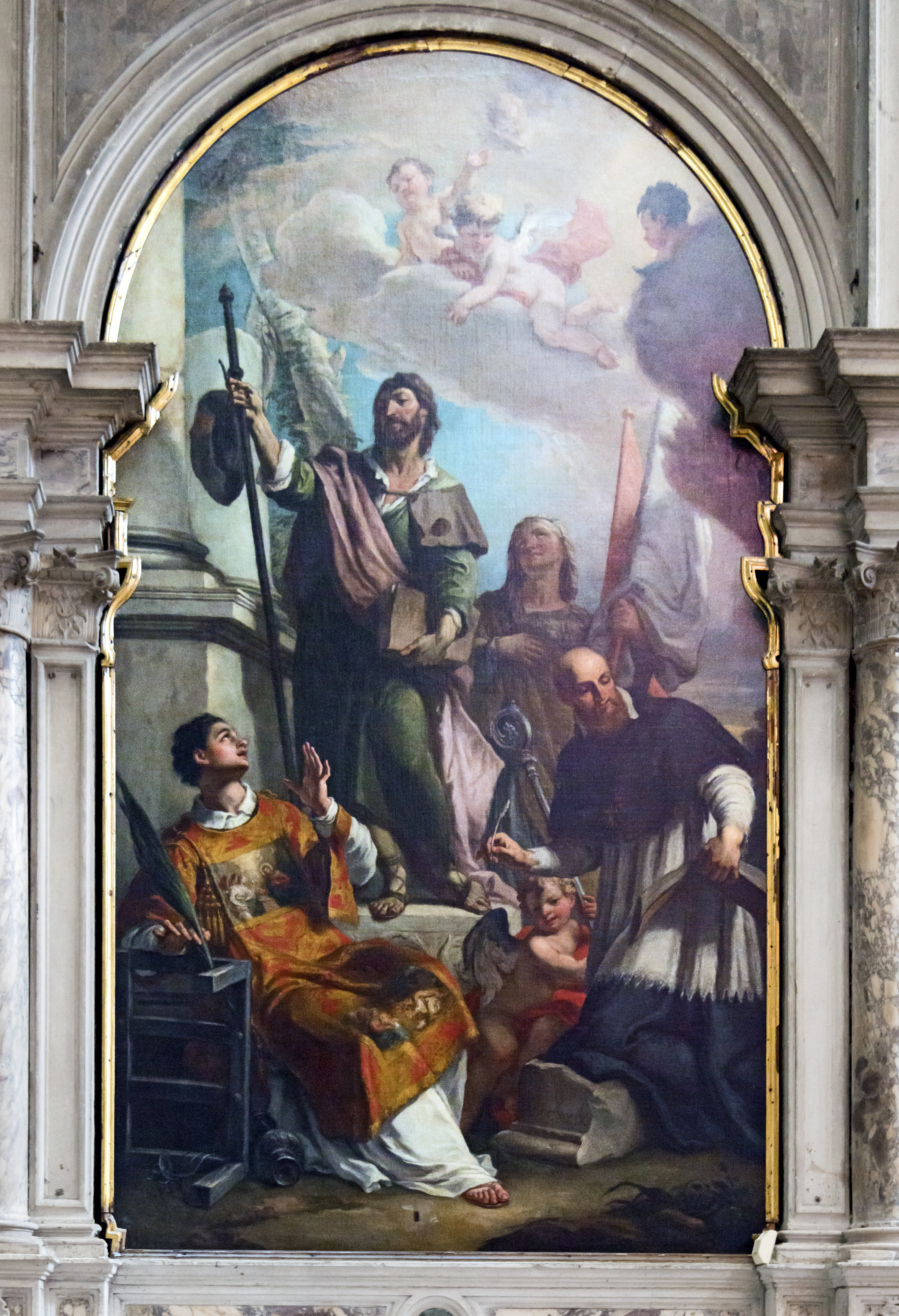
"Jacques de Zébédée entre Saints-Laurent, Marie-Madeleine et François de Sales"  Girolamo Brusaferro

- Monument et tombe du doge Francesco Venier par Jacopo Sansovino. Du côté droit dans la nef.

Troisième autel dédie à Saint Augustin
Il date de 1560 il a été acheté par le riche marchand Antonio Canovi (dit Della Vecchia, enseigne de sa boutique) qui a confié sa construction à Jacopo Sansovino.
Le retable est enluminé par le tableau du Titien : Annunciazione del Signore (1564-65).
Deuxième autel dédiée au procurateur de saint Marc Andrea Dolfin (1545 - 1602).
- Le monument est due au sculpteur véronais Giulio del Moro. Au centre une sculpture du Sauveur par ce même auteur. Du côté droit du Sauveur d'Andrea Dolfin, du côté gauche celle de son épouse Benedetta Pisani Dolfin. Les bustes qui les coiffent sont de Girolamo Campagna.

Premier autel Du crucifix ou des Morts
L'autel est de construction classique, avec quatre colonnes soutenant le tympan voûté; à l'autel: retable en marbre avec Christ en croix (bronze) entre la Vierge et saint Jean (sculptures de la seconde moitié du XVIIe siècle).

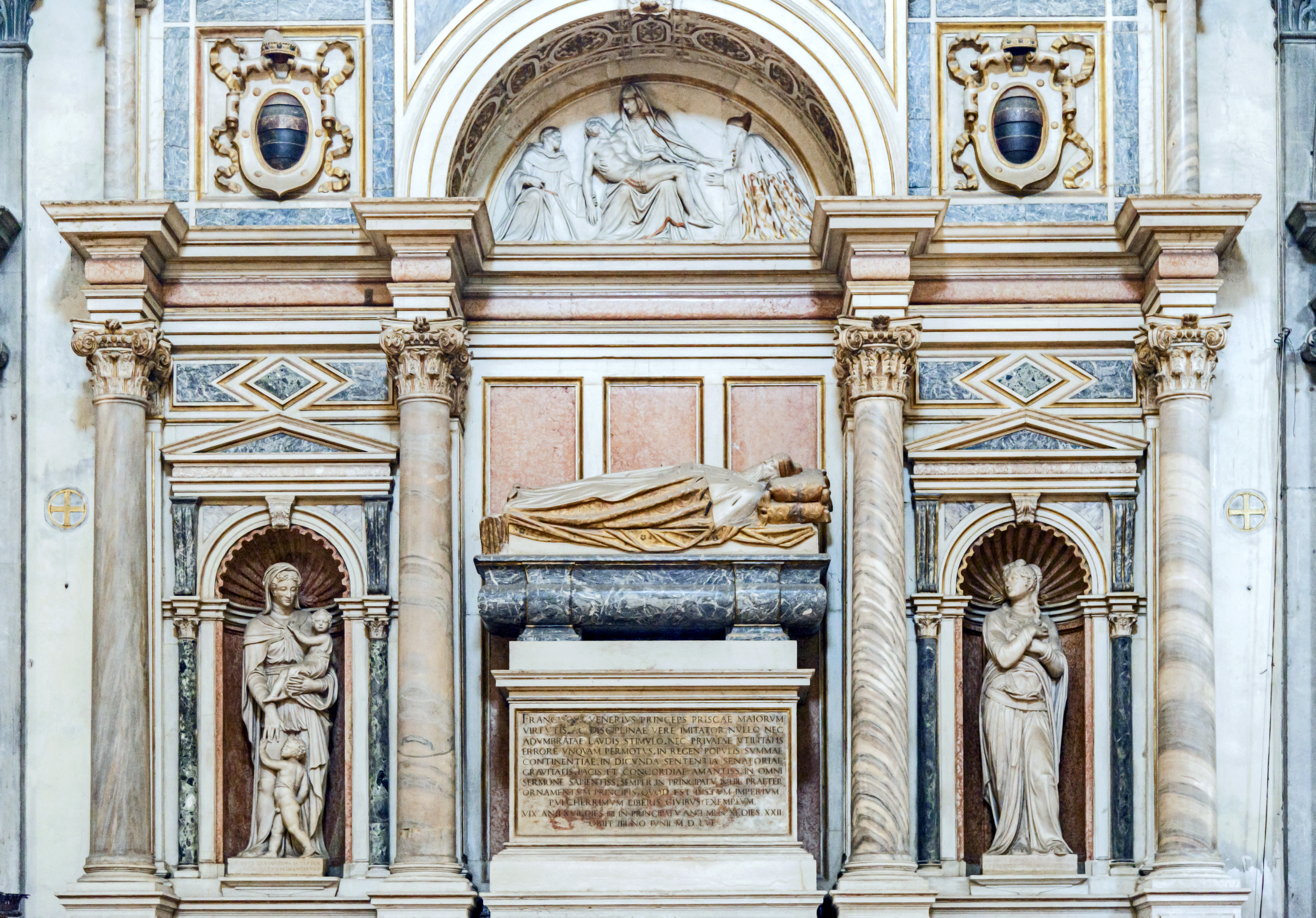
Tombe du doge Francesco Venier
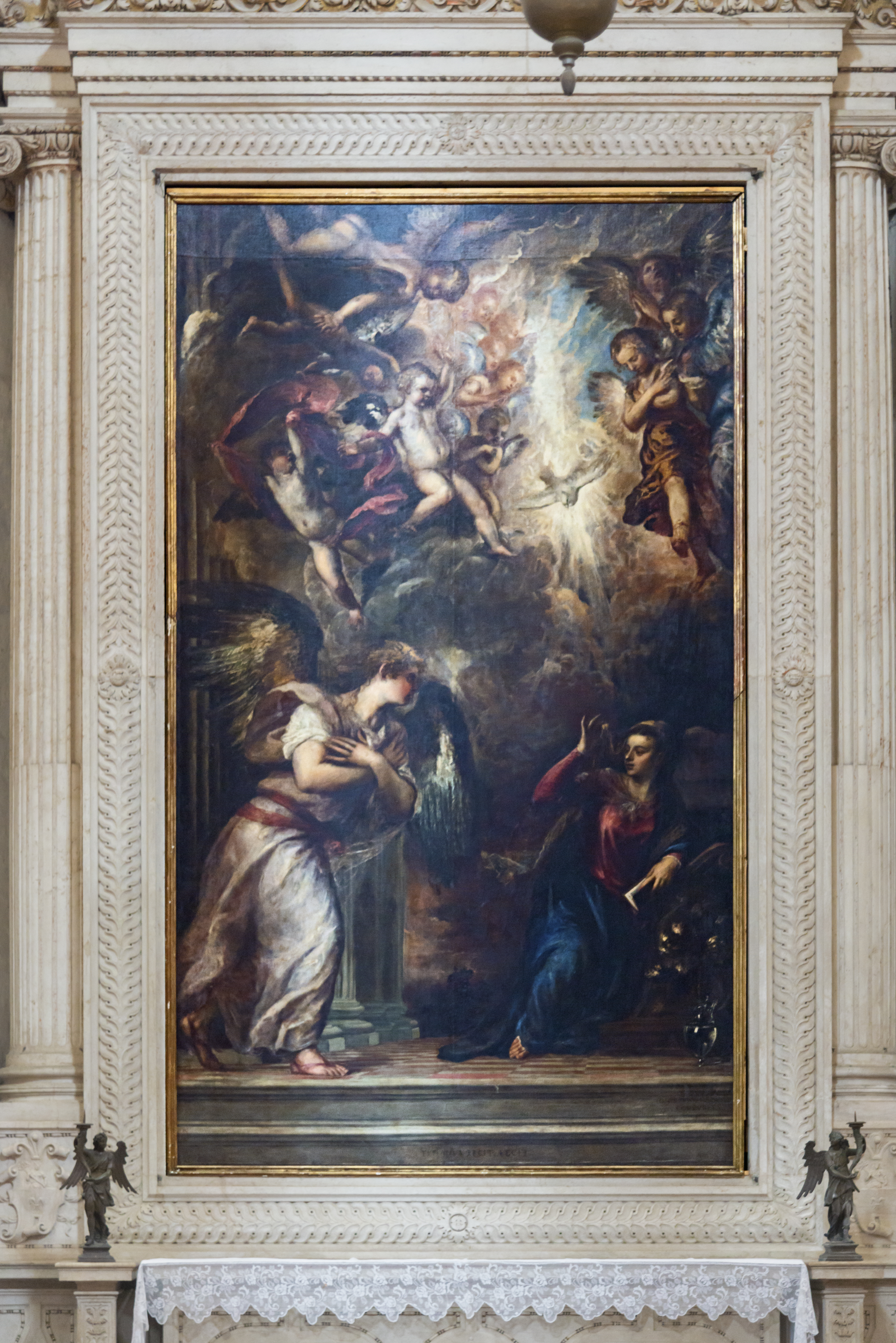
Annonciation par Titien
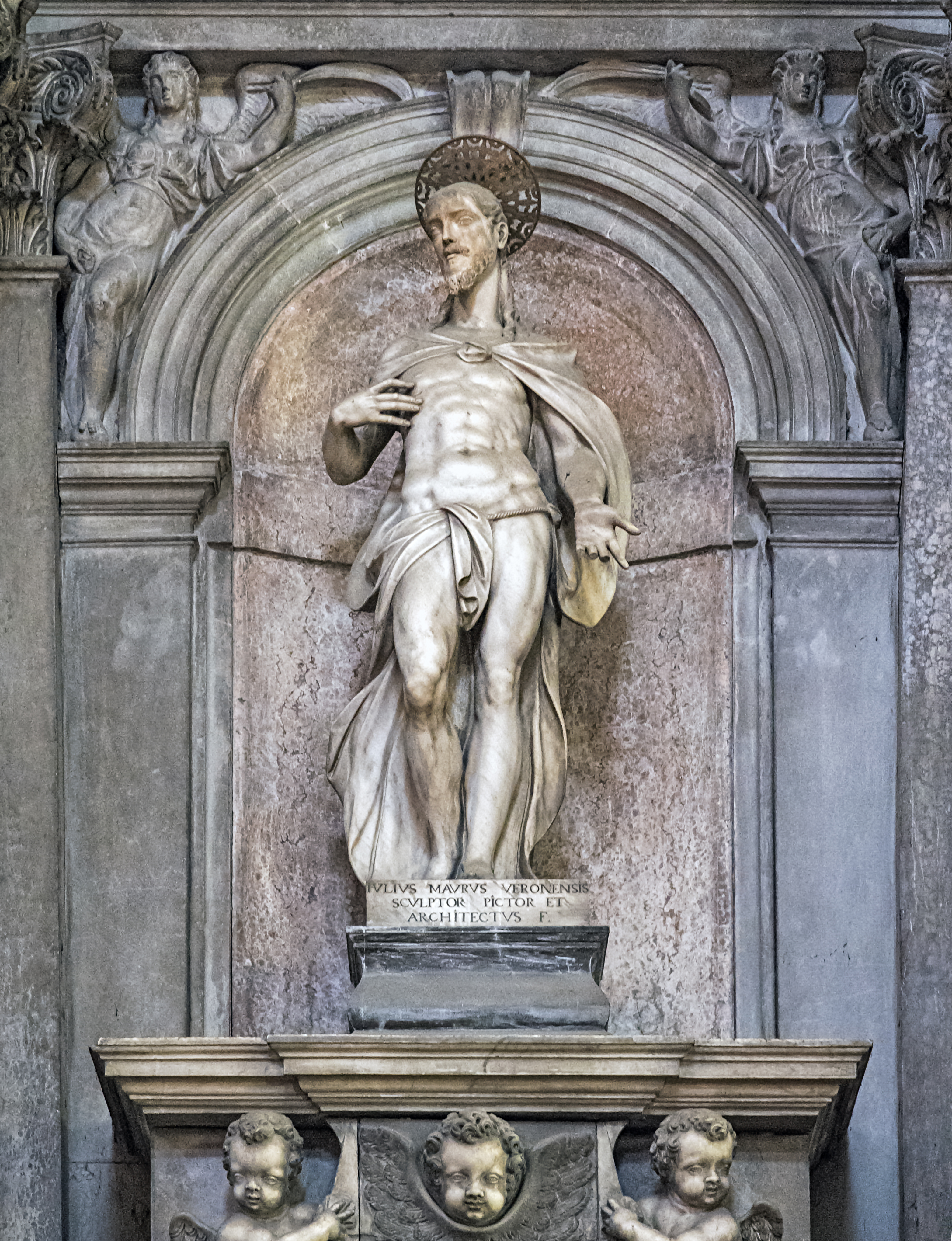
Il Salvatore par Giulio del Moro
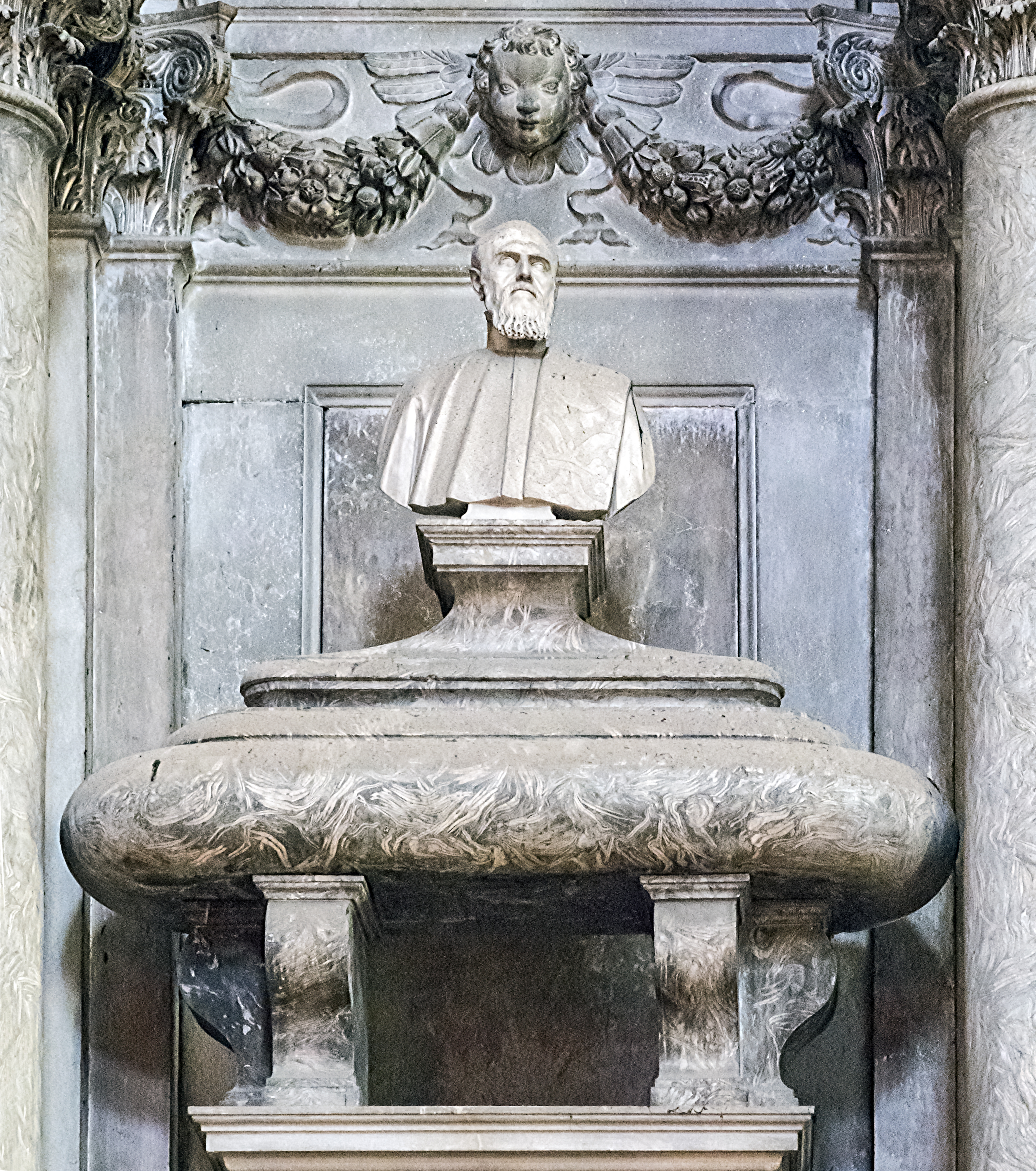
Buste d'Andrea Dolfin par Girolamo Campagna
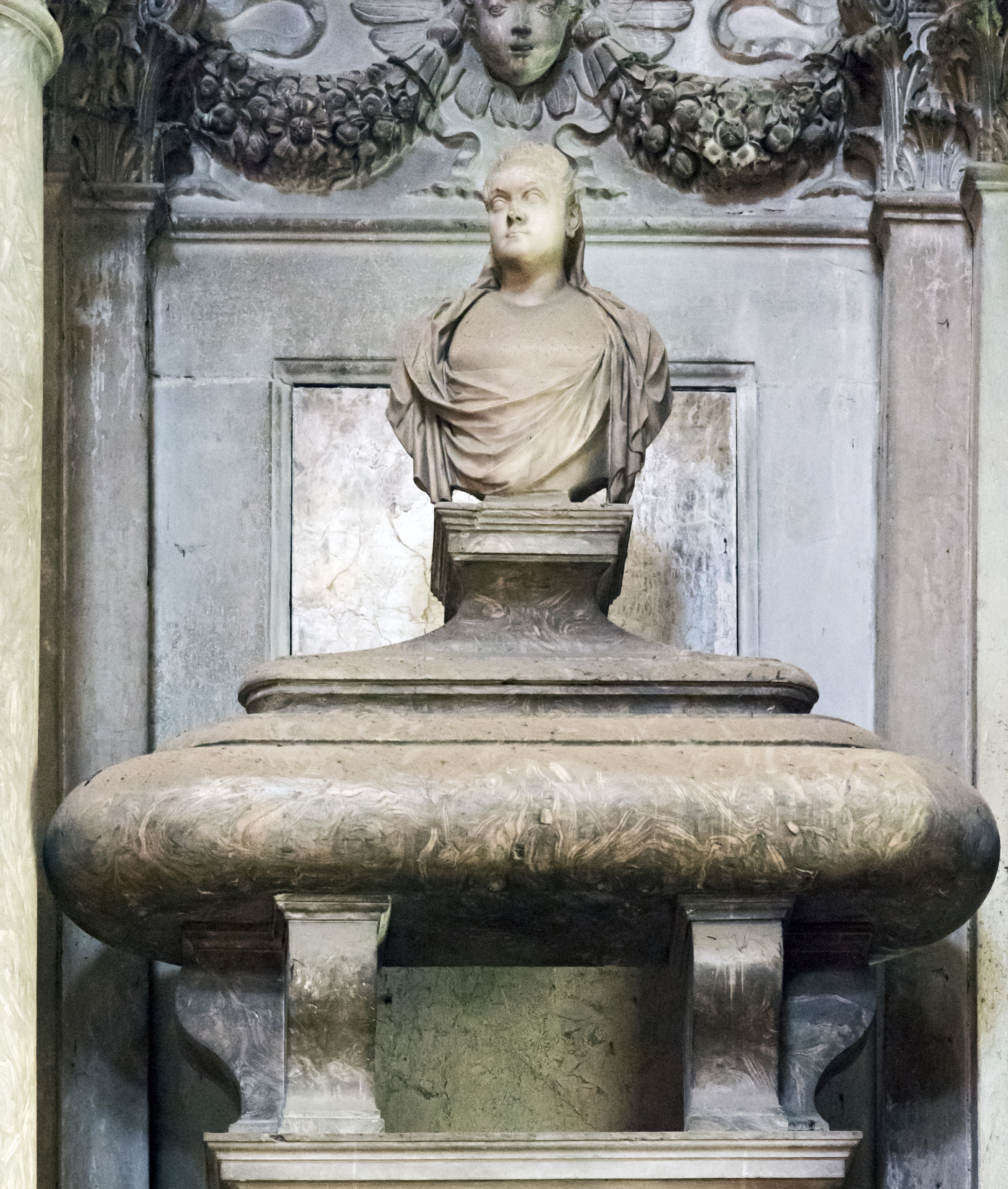
Buste de Benedetta Pisani Dolfin par Girolamo Campagna
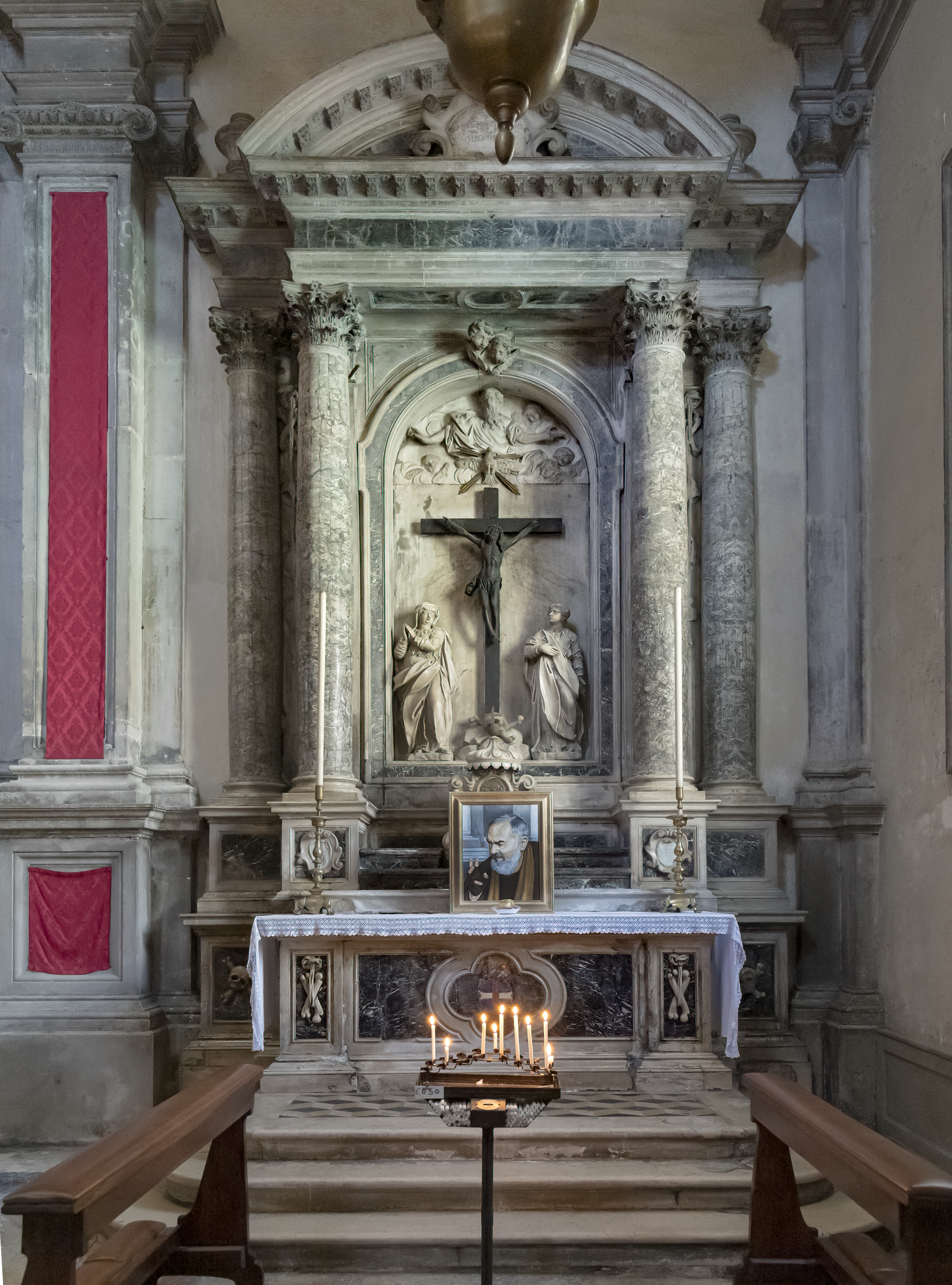
L'autel du crucifix
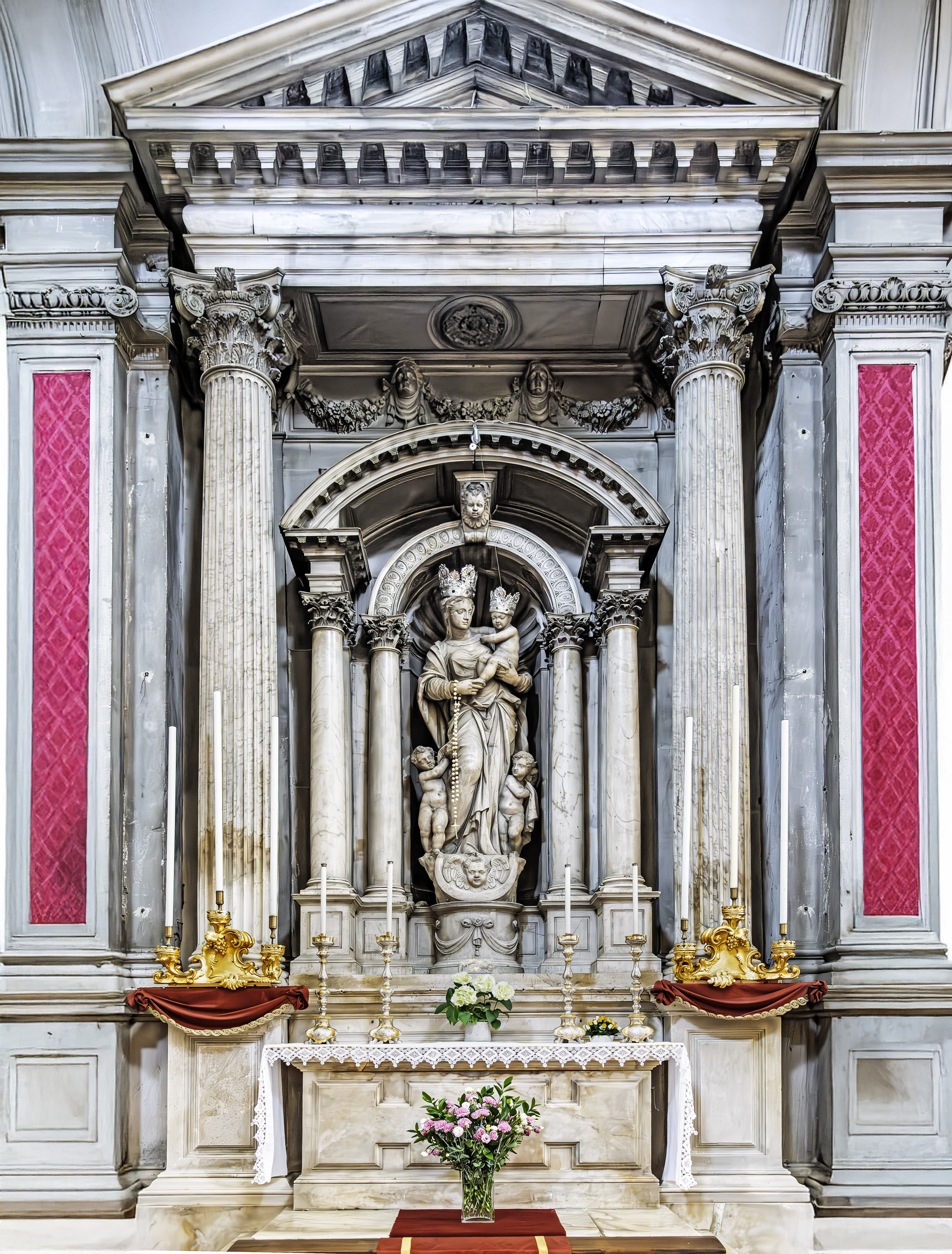
Autel de la Vierge à l'Enfant par Girolamo Campagna